# Liste der Bodendenkmale in Kirchlinteln
In der Liste der Bodendenkmale in Kirchlinteln sind die Bodendenkmale der niedersächsischen Gemeinde Kirchlinteln aufgeführt. Die Quelle ist der Denkmalatlas Niedersachsen. 

Kirchlinteln im Landkreis Verden

Der Stand der Liste ist der 2. Januar 2025.

## Allgemein
In den Spalten finden sich folgende Informationen des Bodendenkmales:
Lagegeographische Koordinaten
BezeichnungBezeichnung lt. Denkmalatlas
BeschreibungBeschreibung lt. Denkmalatlas
IDObjekt-ID
BildBild, ggf. zusätzlich mit Link zu weiteren Fotos im Medienarchiv Wikimedia Commons.

## Armsen
| Lage                        | Bezeichnung          | Beschreibung | ID       | Bild |
| --------------------------- | -------------------- | --- | -------- | ---- |
| 52° 54′ 12″ N, 9° 21′ 26″ O | Armsen 1, Grabhügel  | Durchmesser ca. 18 m und Höhe ca. 1,2 m, im Südwesten in angrenzenden Acker hineinragend, daher angepflügt. | 32202113 | BW   |
| 52° 54′ 12″ N, 9° 21′ 28″ O | Armsen 2, Grabhügel  | Durchmesser ca. 10 m und Höhe ca. 0,5 m, durch Sandgrube gefährdet. | 32202213 | BW   |
| 52° 54′ 9″ N, 9° 21′ 40″ O  | Armsen 3, Grabhügel  | Durchmesser ca. 18 m und Höhe ca. 1 m. | 32202114 | BW   |
| 52° 54′ 8″ N, 9° 21′ 38″ O  | Armsen 4, Grabhügel  | Durchmesser ca. 11 m und Höhe ca. 0,5 m, in den 1930er zum Teil abgetragen. | 32202214 | BW   |
| 52° 54′ 17″ N, 9° 21′ 18″ O | Armsen 18, Grabhügel | Durchmesser ca. 18 m und Höhe ca. 1 m. | 32201260 | BW   |
| 52° 54′ 25″ N, 9° 20′ 49″ O | Armsen 26, Grabhügel | Durchmesser ca. 14 m und Höhe ca. 0,8 m. | 32202004 | BW   |
| 52° 54′ 24″ N, 9° 20′ 49″ O | Armsen 27, Grabhügel | Durchmesser ca. 15 m und Höhe ca. 0,5 m, mit zentraler Vertiefung. | 32202005 | BW   |
| 52° 55′ 2″ N, 9° 20′ 56″ O  | Armsen 28, Grabhügel | Durchmesser ca. 14 m und Höhe ca. 1 m. | 32202260 | BW   |
| 52° 54′ 53″ N, 9° 21′ 29″ O | Armsen 36, Grabhügel | Durchmesser ca. 11 m und Höhe ca. 0,5 m. | 32202396 | BW   |
| 52° 54′ 55″ N, 9° 21′ 32″ O | Armsen 37, Grabhügel | Durchmesser ca. 11 m und Höhe ca. 0,9 m, mit einer Eintiefung. | 32202631 | BW   |
| 52° 55′ 1″ N, 9° 21′ 31″ O  | Armsen 38, Grabhügel | Durchmesser ca. 11 m und Höhe ca. 0,9 m. | 32202632 | BW   |
| 52° 54′ 58″ N, 9° 21′ 31″ O | Armsen 39, Grabhügel | Durchmesser ca. 16 m und Höhe ca. 1,1 m. | 32202633 | BW   |
| 52° 55′ 8″ N, 9° 21′ 37″ O  | Armsen 40, Grabhügel | Durchmesser ca. 12 m und Höhe ca. 0,7 m. | 32202647 | BW   |
| 52° 54′ 44″ N, 9° 21′ 57″ O | Armsen 47, Grabhügel | Durchmesser ca. 14 m und Höhe ca. 1,2 m. | 32201267 | BW   |
| 52° 54′ 44″ N, 9° 21′ 59″ O | Armsen 48, Grabhügel | Durchmesser ca. 10 m und Höhe ca. 0,75 m. | 32201268 | BW   |
| 52° 55′ 1″ N, 9° 22′ 4″ O   | Armsen 53, Grabhügel | Durchmesser ca. 9 m und Höhe ca. 0,4 m. | 32201520 | BW   |
| 52° 55′ 12″ N, 9° 22′ 39″ O | Armsen 54, Grabhügel | Durchmesser ca. 11 m und Höhe ca. 0,5 m. | 32201521 | BW   |
| 52° 55′ 13″ N, 9° 22′ 6″ O  | Armsen 60, Grabhügel | Durchmesser ca. 10 m und Höhe ca. 0,4 m. | 32201677 | BW   |
| 52° 54′ 45″ N, 9° 21′ 6″ O  | Armsen 63, Ringwall  | Im Zentrum liegt eine ovale Senke von 10 × 7 m Durchmesser, die im Norden, Osten und Südosten von einem flachen ca. 5–6 m breiten Wall umgeben wird. Der aus Kies aufgeschüttete Wall ist mit einer Höhe von maximal 0,65 m erhalten. Im Südwesten schließt ein U-förmiger kleiner Wall an, der ein kleines Plateau umgibt. Bei Ausgrabungen 1984–1985 fand sich unterhalb des kleinen Walls ein Ost-West orientiertes, ca. 2,40 m × 1,80 m großes Steinpflaster. Eine C14-Datierung an einer Holzkohle unterhalb des Walls ergab eine Datierung von 865 v. Chr. ±55 Jahre (Hv 13159), die in die Jungbronzezeit weist. Der Ausgräber Detlef Schünemann interpretiert die Anlage als jungbronzezeitliche sakrale Anlage. | 32201643 | BW   |

### Armsen 7
- ID:32202732
- Grabhügelfeld.

| Lage                       | Bezeichnung | Beschreibung                                                                                 | ID       | Bild |
| -------------------------- | ----------- | -------------------------------------------------------------------------------------------- | -------- | ---- |
| 52° 54′ 9″ N, 9° 21′ 27″ O | Armsen 7    | Durchmesser ca. 7 m und Höhe ca. 0,5 m, in den 1930er zum Teil abgetragen.                   | 32202343 | BW   |
| 52° 54′ 8″ N, 9° 21′ 27″ O | Armsen 8    | Durchmesser ca. 11 m und Höhe ca. 0,6 m.                                                     | 32202733 | BW   |
| 52° 54′ 8″ N, 9° 21′ 28″ O | Armsen 9    | Durchmesser ca. 12 m und Höhe ca. 1 m, im Nordosten in angrenzendem Acker, daher angepflügt. | 32202734 | BW   |
| 52° 54′ 8″ N, 9° 21′ 28″ O | Armsen 10   | Durchmesser ca. 9 m und Höhe ca. 0,6 m.                                                      | 32202867 | BW   |
| 52° 54′ 7″ N, 9° 21′ 29″ O | Armsen 11   | Durchmesser ca. 16 m und Höhe ca. 1,1 m.                                                     | 32202868 | BW   |
| 52° 54′ 7″ N, 9° 21′ 31″ O | Armsen 12   | Durchmesser ca. 14 m und Höhe ca. 0,7 m.                                                     | 32202869 | BW   |
| 52° 54′ 6″ N, 9° 21′ 29″ O | Armsen 13   | Durchmesser ca. 19 m und Höhe ca. 1,2 m.                                                     | 32202995 | BW   |

### Armsen 19
- ID:32202266
- Grabhügelfeld.

| Lage                        | Bezeichnung | Beschreibung                                                   | ID       | Bild |
| --------------------------- | ----------- | -------------------------------------------------------------- | -------- | ---- |
| 52° 54′ 26″ N, 9° 20′ 29″ O | Armsen 19   | Durchmesser ca. 15 m und Höhe ca. 1 m.                         | 32201261 | BW   |
| 52° 54′ 29″ N, 9° 20′ 31″ O | Armsen 21   | Durchmesser ca. 10 m und Höhe ca. 0,4 m, wenig ausgeprägt.     | 32201497 | BW   |
| 52° 54′ 28″ N, 9° 20′ 31″ O | Armsen 22   | Durchmesser ca. 10 m und Höhe ca. 0,4 m, wenig ausgeprägt.     | 32201498 | BW   |
| 52° 54′ 30″ N, 9° 20′ 34″ O | Armsen 23   | Fläche ca. 6 × 8 m und Höhe ca. 0,4 m, oval, von Weg halbiert. | 32201499 | BW   |
| 52° 54′ 30″ N, 9° 20′ 35″ O | Armsen 24   | Durchmesser ca. 10 m und Höhe ca. 0,75 m.                      | 32201878 | BW   |
| 52° 54′ 30″ N, 9° 20′ 37″ O | Armsen 25   | Durchmesser ca. 18 m und Höhe ca. 1 m.                         | 32202003 | BW   |

### Armsen 31
- ID:32201385
- Grabhügelfeld.

| Lage                        | Bezeichnung | Beschreibung                             | ID       | Bild |
| --------------------------- | ----------- | ---------------------------------------- | -------- | ---- |
| 52° 54′ 46″ N, 9° 21′ 20″ O | Armsen 31   | Durchmesser ca. 20 m und Höhe ca. 1,2 m. | 32202388 | BW   |
| 52° 54′ 45″ N, 9° 21′ 22″ O | Armsen 32   | Durchmesser ca. 9 m und Höhe ca. 0,5 m.  | 32202389 | BW   |
| 52° 54′ 48″ N, 9° 21′ 26″ O | Armsen 33   | Durchmesser ca. 12 m und Höhe ca. 0,8 m. | 32202390 | BW   |
| 52° 54′ 47″ N, 9° 21′ 27″ O | Armsen 34   | Durchmesser ca. 16 m und Höhe ca. 1,2 m. | 32202394 | BW   |
| 52° 54′ 47″ N, 9° 21′ 29″ O | Armsen 35   | Durchmesser ca. 16 m und Höhe ca. 1 m.   | 32202395 | BW   |

### Armsen 41
- ID:32201504
- Grabhügelfeld.

| Lage                        | Bezeichnung | Beschreibung                                                      | ID       | Bild |
| --------------------------- | ----------- | ----------------------------------------------------------------- | -------- | ---- |
| 52° 54′ 47″ N, 9° 21′ 42″ O | Armsen 41   | Durchmesser ca. 12 m und Höhe ca. 1 m.                            | 32202648 | BW   |
| 52° 54′ 46″ N, 9° 21′ 43″ O | Armsen 42   | Durchmesser ca. 6 m und Höhe ca. 0,3 m, mit zentraler Vertiefung. | 32202649 | BW   |
| 52° 54′ 46″ N, 9° 21′ 44″ O | Armsen 43   | Durchmesser ca. 10 m und Höhe ca. 0,5 m.                          | 32201146 | BW   |
| 52° 54′ 45″ N, 9° 21′ 46″ O | Armsen 44   | Durchmesser ca. 14 m und Höhe ca. 1 m.                            | 32201147 | BW   |
| 52° 54′ 46″ N, 9° 21′ 45″ O | Armsen 46   | Durchmesser ca. 20 m und Höhe ca. 0,7 m.                          | 32201173 | BW   |

### Armsen 55
- ID:32201504
- Grabhügelfeld.

| Lage                        | Bezeichnung | Beschreibung                                                     | ID       | Bild |
| --------------------------- | ----------- | ---------------------------------------------------------------- | -------- | ---- |
| 52° 54′ 35″ N, 9° 23′ 36″ O | Armsen 55   | Durchmesser ca. 11 m und Höhe ca. 1 m, mit zentraler Vertiefung. | 32201529 | BW   |
| 52° 54′ 35″ N, 9° 23′ 37″ O | Armsen 56   | Durchmesser ca. 11 m und Höhe ca. 0,5 m.                         | 32201530 | BW   |
| 52° 54′ 34″ N, 9° 23′ 35″ O | Armsen 57   | Durchmesser ca. 14 m und Höhe ca. 1 m.                           | 32201531 | BW   |
| 52° 54′ 33″ N, 9° 23′ 35″ O | Armsen 58   | Durchmesser ca. 11 m und Höhe ca. 0,6 m.                         | 32201675 | BW   |

## Bendingbostel
| Lage                        | Bezeichnung                | Beschreibung                                                                | ID       | Bild |
| --------------------------- | -------------------------- | --------------------------------------------------------------------------- | -------- | ---- |
| 52° 56′ 58″ N, 9° 24′ 27″ O | Bendingbostel 2, Grabhügel | Durchmesser ca. 12 m und Höhe ca. 0,9 m.                                    | 32204723 | BW   |
| 52° 56′ 56″ N, 9° 24′ 28″ O | Bendingbostel 3, Grabhügel | Durchmesser ca. 19 m und Höhe ca. 1 m.                                      | 32204725 | BW   |
| 52° 56′ 59″ N, 9° 24′ 30″ O | Bendingbostel 6, Grabhügel | Durchmesser ca. 16 m und Höhe ca. 1 m, im Westen unkontrolliert abgegraben. | 32199352 | BW   |

## Brunsbrock
| Lage                        | Bezeichnung              | Beschreibung                                                             | ID       | Bild |
| --------------------------- | ------------------------ | ------------------------------------------------------------------------ | -------- | ---- |
| 52° 56′ 40″ N, 9° 22′ 56″ O | Brunsbrock 1, Grabhügel  | Durchmesser ca. 12 m und Höhe ca. 1 m.                                   | 32202117 | BW   |
| 52° 56′ 39″ N, 9° 22′ 56″ O | Brunsbrock 2, Grabhügel  | Durchmesser ca. 11 m und Höhe ca. 0,8 m.                                 | 32202211 | BW   |
| 52° 56′ 35″ N, 9° 22′ 56″ O | Brunsbrock 3, Grabhügel  | Durchmesser ca. 18 m und Höhe ca. 1,1 m.                                 | 32202212 | BW   |
| 52° 56′ 39″ N, 9° 22′ 47″ O | Brunsbrock 4, Grabhügel  | Durchmesser ca. 13 m und Höhe ca. 1 m.                                   | 32202357 | BW   |
| 52° 56′ 37″ N, 9° 22′ 39″ O | Brunsbrock 5, Grabhügel  | Durchmesser ca. 8 m und Höhe ca. 0,5 m.                                  | 32202358 | BW   |
| 52° 56′ 28″ N, 9° 22′ 34″ O | Brunsbrock 7, Grabhügel  | Durchmesser ca. ?? m und Höhe ca. 0,5 m.                                 | 32202485 | BW   |
| 52° 56′ 27″ N, 9° 22′ 38″ O | Brunsbrock 8, Grabhügel  | Durchmesser ca. 11 m und Höhe ca. 0,5 m.                                 | 32202486 | BW   |
| 52° 56′ 26″ N, 9° 22′ 42″ O | Brunsbrock 10, Grabhügel | Durchmesser ca. 10 m und Höhe ca. 0,8 m, wohl von Steinkranz eingefasst. | 32202592 | BW   |
| 52° 56′ 24″ N, 9° 22′ 34″ O | Brunsbrock 11, Grabhügel | Durchmesser ca. 12 m und Höhe ca. 1 m, wohl von Steinkranz eingefasst.   | 32202593 | BW   |
| 52° 56′ 22″ N, 9° 22′ 30″ O | Brunsbrock 22, Grabhügel | Durchmesser ca. 12 m und Höhe ca. 0,3 m.                                 | 32201467 | BW   |
| 52° 56′ 29″ N, 9° 22′ 36″ O | Brunsbrock 24, Grabhügel | Durchmesser ca. 8 m und Höhe ca. 0,3 m.                                  | 32201122 | BW   |
| 52° 56′ 21″ N, 9° 22′ 32″ O | Brunsbrock 25, Grabhügel | Durchmesser ca. 9 m und Höhe ca. ? m.                                    | 32201123 | BW   |

### Brunsbrock 13
- ID:32202614
- Grabhügelfeld.

| Lage                        | Bezeichnung   | Beschreibung                             | ID       | Bild |
| --------------------------- | ------------- | ---------------------------------------- | -------- | ---- |
| 52° 56′ 17″ N, 9° 22′ 0″ O  | Brunsbrock 13 | Durchmesser ca. 12 m und Höhe ca. 1 m.   | 32202615 | BW   |
| 52° 56′ 20″ N, 9° 21′ 58″ O | Brunsbrock 14 | Durchmesser ca. 11 m und Höhe ca. 1 m.   | 32202616 | BW   |
| 52° 56′ 19″ N, 9° 21′ 58″ O | Brunsbrock 15 | Durchmesser ca. 13 m und Höhe ca. 1 m.   | 32202741 | BW   |
| 52° 56′ 19″ N, 9° 22′ 0″ O  | Brunsbrock 16 | Durchmesser ca. 11 m und Höhe ca. 1 m.   | 32202742 | BW   |
| 52° 56′ 19″ N, 9° 22′ 2″ O  | Brunsbrock 17 | Durchmesser ca. 12 m und Höhe ca. 1 m.   | 32202852 | BW   |
| 52° 56′ 20″ N, 9° 22′ 3″ O  | Brunsbrock 18 | Durchmesser ca. 13 m und Höhe ca. 1 m.   | 32202853 | BW   |
| 52° 56′ 21″ N, 9° 22′ 7″ O  | Brunsbrock 19 | Durchmesser ca. 19 m und Höhe ca. 1 m.   | 32202854 | BW   |
| 52° 56′ 19″ N, 9° 22′ 7″ O  | Brunsbrock 20 | Durchmesser ca. 11 m und Höhe ca. 1 m.   | 32202973 | BW   |
| 52° 56′ 18″ N, 9° 22′ 7″ O  | Brunsbrock 23 | Durchmesser ca. 12 m und Höhe ca. 1,1 m. | 32202975 | BW   |

## Heins
| Lage                        | Bezeichnung         | Beschreibung                                                              | ID       | Bild |
| --------------------------- | ------------------- | ------------------------------------------------------------------------- | -------- | ---- |
| 52° 55′ 25″ N, 9° 26′ 35″ O | Heins 1, Grabhügel  | Durchmesser ca. 19 m und Höhe ca. 1,4 m.                                  | 32202420 | BW   |
| 52° 55′ 25″ N, 9° 26′ 33″ O | Heins 2, Grabhügel  | Durchmesser ca. 12 m und Höhe ca. 0,6 m.                                  | 32202783 | BW   |
| 52° 55′ 25″ N, 9° 26′ 30″ O | Heins 3, Grabhügel  | Durchmesser ca. 15 m und Höhe ca. 0,7 m.                                  | 32202784 | BW   |
| 52° 55′ 28″ N, 9° 26′ 6″ O  | Heins 5, Grabhügel  | Durchmesser ca. 13 m und Höhe ca. 0,6 m.                                  | 32202797 | BW   |
| 52° 55′ 32″ N, 9° 25′ 46″ O | Heins 6, Grabhügel  | Durchmesser ca. 15 m und Höhe ca. 0,8 m.                                  | 32202798 | BW   |
| 52° 55′ 18″ N, 9° 26′ 58″ O | Heins 7, Grabhügel  | Durchmesser ca. 10 m und Höhe ca. 0,75 m, Nord- und Westseite beschädigt. | 32202912 | BW   |
| 52° 55′ 19″ N, 9° 27′ 4″ O  | Heins 8, Grabhügel  | Durchmesser ca. 12 m und Höhe ca. 1,25 m.                                 | 32202913 | BW   |
| 52° 55′ 35″ N, 9° 27′ 22″ O | Heins 10, Grabhügel | Durchmesser ca. 10 m und Höhe ca. 0,5 m.                                  | 32602988 | BW   |
| 52° 56′ 20″ N, 9° 26′ 4″ O  | Heins 11, Grabhügel | Durchmesser ca. 16 m und Höhe ca. 1,4 m.                                  | 32203035 | BW   |
| 52° 56′ 19″ N, 9° 26′ 4″ O  | Heins 12, Grabhügel | Durchmesser ca. 16 m und Höhe ca. 1,25 m.                                 | 32203057 | BW   |
| 52° 56′ 17″ N, 9° 25′ 57″ O | Heins 13, Grabhügel | Durchmesser ca. 16 m und Höhe ca. 0,5 m.                                  | 32203058 | BW   |
| 52° 55′ 28″ N, 9° 26′ 46″ O | Heins 14, Grabhügel | Durchmesser ca. 12 m und Höhe ca. 0,9 m.                                  | 32602997 | BW   |

## Hohenaverbergen
| Lage                        | Bezeichnung                    | Beschreibung | ID       | Bild |
| --------------------------- | ------------------------------ | --- | -------- | ---- |
| 52° 52′ 14″ N, 9° 19′ 5″ O  | Hohenaverbergen 1, Grabhügel   | Durchmesser ca. 20 m und Höhe ca. 0,8 m. | 32201579 | BW   |
| 52° 52′ 14″ N, 9° 19′ 7″ O  | Hohenaverbergen 2, Grabhügel   | Durchmesser ca. 13 m und Höhe ca. 0,6 m. | 32201694 | BW   |
| 52° 52′ 5″ N, 9° 19′ 55″ O  | Hohenaverbergen 8, Grabhügel   | Durchmesser ca. 10 m und Höhe ca. 0,6 m. | 32201932 | BW   |
| 52° 51′ 57″ N, 9° 20′ 3″ O  | Hohenaverbergen 12, Grabhügel  | Durchmesser ca. 17 m und Höhe ca. 1 m. | 32202065 | BW   |
| 52° 51′ 56″ N, 9° 20′ 2″ O  | Hohenaverbergen 13, Grabhügel  | Durchmesser ca. 18 m und Höhe ca. 1 m. | 32202066 | BW   |
| 52° 52′ 2″ N, 9° 20′ 11″ O  | Hohenaverbergen 14, Grabhügel  | Durchmesser ca. 13 m und Höhe ca. 1 m, im südlichen Teil durch Sondierung Steinpackung entdeckt. | 32202189 | BW   |
| 52° 52′ 2″ N, 9° 20′ 14″ O  | Hohenaverbergen 15, Grabhügel  | Durchmesser ca. 11 m und Höhe ca. 0,4 m. | 32202190 | BW   |
| 52° 52′ 11″ N, 9° 20′ 33″ O | Hohenaverbergen 16, Grabhügel  | Fläche ca. 17 × 11 m und Höhe ca. 0,4 m. | 32202191 | BW   |
| 52° 52′ 11″ N, 9° 20′ 28″ O | Hohenaverbergen 17, Grabhügel  | Durchmesser ca. 12 m und Höhe ca. 0,6 m. | 32202331 | BW   |
| 52° 51′ 56″ N, 9° 20′ 0″ O  | Hohenaverbergen 18, Grabhügel  | Durchmesser ca. 10 m und Höhe ca. 1 m. | 32202332 | BW   |
| 52° 51′ 51″ N, 9° 19′ 50″ O | Hohenaverbergen 25, Grabhügel  | Durchmesser ca. 13 m und Höhe ca. 1,2 m. | 32603475 | BW   |
| 52° 52′ 52″ N, 9° 20′ 10″ O | Hohenaverbergen 26, Grabhügel  | Durchmesser ca. 20 m und Höhe ca. 1 m. | 32202712 | BW   |
| 52° 52′ 46″ N, 9° 20′ 43″ O | Hohenaverbergen 27, Grabhügel  | Durchmesser ca. 14 m und Höhe ca. 0,8 m. | 32202713 | BW   |
| 52° 52′ 14″ N, 9° 20′ 33″ O | Hohenaverbergen 39, Grabhügel  | Durchmesser ca. 9 m und Höhe ca. 0,9 m. | 32201347 | BW   |
| 52° 52′ 13″ N, 9° 20′ 33″ O | Hohenaverbergen 40, Grabhügel  | Durchmesser ca. 10 m und Höhe ca. 0,8 m. | 32201348 | BW   |
| 52° 52′ 45″ N, 9° 20′ 43″ O | Hohenaverbergen 41, Grabhügel  | Durchmesser ca. 14 m und Höhe ca. 0,3 m, von Hohlweg durchschnitten. | 32201383 | BW   |
| 52° 52′ 54″ N, 9° 20′ 10″ O | Hohenaverbergen 44, Grabhügel  | Durchmesser ca. 12 m und Höhe ca. 1 m. | 32203733 | BW   |
| 52° 52′ 36″ N, 9° 19′ 54″ O | Hohenaverbergen 45, Grabhügel  | Durchmesser ca. 17 m und Höhe ca. 0,5 m. | 32203734 | BW   |
| 52° 52′ 0″ N, 9° 19′ 58″ O  | Hohenaverbergen 46, Kultanlage | Hier stand ursprünglich ein Stein von 2 × 3 m Größe, in den nach zeitgenössischen Angaben drei Stufen eingearbeitet waren. 1874 zerschlagen, ehemaliger Standort und Umgebung 1966 ausgegraben. Von einer mit rotem Granitschotter gepflasterten Fläche umgeben, auf der an verschiedenen Stellen Reste von Feuerstellen entdeckt wurden. Westlich davon ein künstliches aufgeschüttetes Podium, unter dem zwei kleinere Monolithen lagen, einer aus rotem Granit, einer aus grauem Quarzit. Nordöstlich von der geschotterten Fläche ein zweiter, mit Steinen gepflasterter Platz. Funde und C14-Datierungen verweisen die Anlage in die Eisenzeit. Sie wird vom Ausgräber D. Schünemann als Kultstätte interpretiert. | 32603775 | BW   |

### Hohenaverbergen 9 (Lohberg)
- ID:32201509
- Grabhügelfeld.

| Lage                      | Bezeichnung        | Beschreibung                             | ID       | Bild |
| ------------------------- | ------------------ | ---------------------------------------- | -------- | ---- |
| 52° 52′ 2″ N, 9° 20′ 1″ O | Hohenaverbergen 9  | Durchmesser ca. 11 m und Höhe ca. 0,6 m. | 32201933 | BW   |
| 52° 52′ 2″ N, 9° 20′ 2″ O | Hohenaverbergen 10 | Durchmesser ca. 8 m und Höhe ca. 0,5 m.  | 32201934 | BW   |
| 52° 52′ 1″ N, 9° 20′ 2″ O | Hohenaverbergen 11 | Durchmesser ca. 8 m und Höhe ca. 0,7 m.  | 32202064 | BW   |

### Hohenaverbergen 19
- ID:32201646
- Grabhügelfeld.

| Lage                       | Bezeichnung        | Beschreibung                                                        | ID       | Bild |
| -------------------------- | ------------------ | ------------------------------------------------------------------- | -------- | ---- |
| 52° 51′ 53″ N, 9° 20′ 1″ O | Hohenaverbergen 19 | Durchmesser ca. 10 m und Höhe ca. 1,5 m.                            | 32202333 | BW   |
| 52° 51′ 54″ N, 9° 20′ 3″ O | Hohenaverbergen 20 | Durchmesser ca. 16 m und Höhe ca. 2,5 m.                            | 32202574 | BW   |
| 52° 51′ 53″ N, 9° 20′ 3″ O | Hohenaverbergen 21 | Durchmesser ca. 16 m und Höhe ca. 1,25 m.                           | 32202575 | BW   |
| 52° 51′ 53″ N, 9° 20′ 6″ O | Hohenaverbergen 22 | Durchmesser ca. 16 m und Höhe ca. 1,25 m, mit zentraler Vertiefung. | 32202685 | BW   |
| 52° 51′ 52″ N, 9° 20′ 6″ O | Hohenaverbergen 23 | Durchmesser ca. 10 m und Höhe ca. 0,6 m.                            | 32202686 | BW   |
| 52° 51′ 52″ N, 9° 20′ 6″ O | Hohenaverbergen 24 | Durchmesser ca. 11 m und Höhe ca. 1 m.                              | 32202687 | BW   |
| 52° 51′ 53″ N, 9° 20′ 2″ O | Hohenaverbergen 42 | Durchmesser ca. 9 m und Höhe ca. 0,3 m.                             | 32203486 | BW   |

### Hohenaverbergen 34
- ID:32201647
- Grabhügelfeld.

| Lage                        | Bezeichnung        | Beschreibung                           | ID       | Bild |
| --------------------------- | ------------------ | -------------------------------------- | -------- | ---- |
| 52° 52′ 46″ N, 9° 18′ 56″ O | Hohenaverbergen 34 | Durchmesser ca. 15 m und Höhe ca. 1 m. | 32201097 | BW   |
| 52° 52′ 45″ N, 9° 18′ 57″ O | Hohenaverbergen 35 | Durchmesser ca. 15 m und Höhe ca. 1 m. | 32201220 | BW   |
| 52° 52′ 44″ N, 9° 18′ 56″ O | Hohenaverbergen 36 | Durchmesser ca. 19 m und Höhe ca. 1 m. | 32201221 | BW   |
| 52° 52′ 44″ N, 9° 18′ 56″ O | Hohenaverbergen 37 | Durchmesser ca. 19 m und Höhe ca. 1 m. | 32201222 | BW   |

## Holtum-Geest
| Lage                       | Bezeichnung                 | Beschreibung | ID       | Bild |
| -------------------------- | --------------------------- | --- | -------- | ---- |
| 53° 0′ 44″ N, 9° 19′ 30″ O | Holtum-Geest 49, Grabhügel  | Durchmesser ca. 11 m und Höhe ca. 0,6 m. | 32202950 | BW   |
| 53° 0′ 45″ N, 9° 19′ 30″ O | Holtum-Geest 50, Grabhügel  | Durchmesser ca. 8 m und Höhe ca. 0,4 m. | 32202830 | BW   |
| 53° 0′ 45″ N, 9° 19′ 40″ O | Holtum-Geest 51, Grabhügel  | Durchmesser ca. 18 m und Höhe ca. 1,2 m. | 32202809 | BW   |
| 53° 0′ 16″ N, 9° 19′ 30″ O | Holtum-Geest 60, Grabhügel  | Durchmesser ca. 10 m und Höhe ca. 0,4 m, war wohl von einem Steinkranz eingefasst. | 32201105 | BW   |
| 53° 0′ 12″ N, 9° 19′ 30″ O | Holtum-Geest 61, Grabhügel  | Durchmesser ca. 11 m und Höhe ca. 0,9 m. | 32201355 | BW   |
| 53° 0′ 11″ N, 9° 19′ 36″ O | Holtum-Geest 62, Grabhügel  | Durchmesser ca. 17 m und Höhe ca. 0,9 m. | 32203612 | BW   |
| 53° 0′ 12″ N, 9° 19′ 39″ O | Holtum-Geest 63, Grabhügel  | Durchmesser ca. 12 m und Höhe ca. 0,7 m. | 32203613 | BW   |
| 53° 0′ 12″ N, 9° 19′ 40″ O | Holtum-Geest 64, Grabhügel  | Durchmesser ca. 13 m und Höhe ca. 1 m. | 32203716 | BW   |
| 53° 0′ 12″ N, 9° 19′ 46″ O | Holtum-Geest 65, Grabhügel  | Durchmesser ca. 16 m und Höhe ca. 1 m, war wohl von einem Steinkranz eingefasst. | 32203614 | BW   |
| 53° 0′ 12″ N, 9° 19′ 47″ O | Holtum-Geest 66, Grabhügel  | Durchmesser ca. 17 m und Höhe ca. 1 m, mit zentraler Vertiefung. | 32203717 | BW   |
| 53° 0′ 4″ N, 9° 19′ 27″ O  | Holtum-Geest 68, Grabhügel  | Durchmesser ca. 15 m und Höhe ca. 1 m. | 32203718 | BW   |
| 53° 0′ 0″ N, 9° 19′ 23″ O  | Holtum-Geest 69, Grabhügel  | Durchmesser ca. 20 m und Höhe ca. 1 m. | 32203840 | BW   |
| 53° 0′ 58″ N, 9° 16′ 39″ O | Holtum-Geest 85, Grabhügel  | Durchmesser ca. 17 m und Höhe ca. 1 m. | 32203842 | BW   |
| 53° 1′ 13″ N, 9° 17′ 28″ O | Holtum-Geest 112, Grabhügel | Durchmesser ca. 18 m und Höhe ca. 1,25 m. | 32199473 | BW   |
| 53° 1′ 9″ N, 9° 17′ 29″ O  | Holtum-Geest 113, Grabhügel | Durchmesser ca. 21 m und Höhe ca. 1,25 m. | 32199474 | BW   |
| 53° 1′ 10″ N, 9° 17′ 31″ O | Holtum-Geest 114, Grabhügel | Durchmesser ca. 15 m und Höhe ca. 0,75 m. | 32201486 | BW   |
| 53° 1′ 6″ N, 9° 17′ 43″ O  | Holtum-Geest 115, Grabhügel | Durchmesser ca. 19 m und Höhe ca. 1 m. | 32201487 | BW   |
| 53° 1′ 5″ N, 9° 17′ 48″ O  | Holtum-Geest 116, Grabhügel | Durchmesser ca. 15 m und Höhe ca. 1 m. | 32201488 | BW   |
| 53° 1′ 4″ N, 9° 17′ 57″ O  | Holtum-Geest 117, Grabhügel | Durchmesser ca. 10 m und Höhe ca. 0,6 m. Bei einer Grabung 1948 eine Urne mit Fingertupfen gefunden, die dem Nienburger Typ entspricht. Somit datiert der Grabhügel in die Frühe Eisenzeit, genauer in das 5./6. Jh. v. Chr. | 32201614 | BW   |
| 53° 1′ 8″ N, 9° 17′ 30″ O  | Holtum-Geest 118, Grabhügel | Durchmesser ca. 12 m und Höhe ca. 0,45 m, annähernd rund; Rand flach auslaufend. | 32201615 | BW   |

### Holtum-Geest 1
- ID:32201580
- Grabhügelfeld.

| Lage                        | Bezeichnung      | Beschreibung                             | ID       | Bild |
| --------------------------- | ---------------- | ---------------------------------------- | -------- | ---- |
| 52° 59′ 26″ N, 9° 16′ 49″ O | Holtum-Geest 1   | Durchmesser ca. ?? m und Höhe ca. 0,4 m. | 32201196 | BW   |
| 52° 59′ 23″ N, 9° 16′ 48″ O | Holtum-Geest 2   | Durchmesser ca. 10 m und Höhe ca. 0,4 m. | 32201319 | BW   |
| 52° 59′ 22″ N, 9° 16′ 47″ O | Holtum-Geest 3   | Durchmesser ca. 21 m und Höhe ca. 1 m.   | 32201320 | BW   |
| 52° 59′ 21″ N, 9° 16′ 47″ O | Holtum-Geest 4   | Durchmesser ca. 20 m und Höhe ca. 1 m.   | 32201559 | BW   |
| 52° 59′ 21″ N, 9° 16′ 49″ O | Holtum-Geest 5   | Durchmesser ca. 20 m und Höhe ca. 1,5 m. | 32201560 | BW   |
| 52° 59′ 19″ N, 9° 16′ 46″ O | Holtum-Geest 6   | Durchmesser ca. 21 m und Höhe ca. 1,5 m. | 32201561 | BW   |
| 52° 59′ 26″ N, 9° 16′ 52″ O | Holtum-Geest 156 | Durchmesser ca. 13 m und Höhe ca. 0,5 m. | 32201318 | BW   |

### Holtum-Geest 18
- ID:32202321
- Grabhügelfeld.

| Lage                        | Bezeichnung     | Beschreibung | ID       | Bild |
| --------------------------- | --------------- | --- | -------- | ---- |
| 52° 59′ 40″ N, 9° 19′ 24″ O | Holtum-Geest 18 | Durchmesser ca. 11 m und Höhe ca. 1 m.                                                                                     | 32201197 | BW   |
| 52° 59′ 40″ N, 9° 19′ 27″ O | Holtum-Geest 19 | Durchmesser ca. 15 m und Höhe ca. 1 m.                                                                                     | 32201581 | BW   |
| 52° 59′ 39″ N, 9° 19′ 25″ O | Holtum-Geest 20 | Durchmesser ca. 18 m und Höhe ca. 1 m.                                                                                     | 32201680 | BW   |
| 52° 59′ 39″ N, 9° 19′ 28″ O | Holtum-Geest 21 | Durchmesser ca. 14 m und Höhe ca. 1 m.                                                                                     | 32201681 | BW   |
| 52° 59′ 37″ N, 9° 19′ 26″ O | Holtum-Geest 22 | Durchmesser ca. 20 m und Höhe ca. 1 m, mit einer Jägerhütte.                                                               | 32201831 | BW   |
| 52° 59′ 38″ N, 9° 19′ 28″ O | Holtum-Geest 23 | Durchmesser ca. 16 m und Höhe ca. 1 m.                                                                                     | 32201832 | BW   |
| 52° 59′ 37″ N, 9° 19′ 28″ O | Holtum-Geest 24 | Durchmesser ca. 12 m und Höhe ca. 1 m.                                                                                     | 32201935 | BW   |
| 52° 59′ 35″ N, 9° 19′ 30″ O | Holtum-Geest 25 | Durchmesser ca. 12 m und Höhe ca. 1 m.                                                                                     | 32201936 | BW   |
| 52° 59′ 34″ N, 9° 19′ 29″ O | Holtum-Geest 26 | Durchmesser ca. 12 m und Höhe ca. 1 m.                                                                                     | 32201937 | BW   |
| 52° 59′ 34″ N, 9° 19′ 31″ O | Holtum-Geest 27 | Durchmesser ca. 12 m und Höhe ca. 1 m.                                                                                     | 32202086 | BW   |
| 52° 59′ 32″ N, 9° 19′ 31″ O | Holtum-Geest 28 | Durchmesser ca. 11 m und Höhe ca. 1 m.                                                                                     | 32202179 | BW   |
| 52° 59′ 31″ N, 9° 19′ 30″ O | Holtum-Geest 29 | Durchmesser ca. 20 m und Höhe ca. 1 m.                                                                                     | 32202206 | BW   |
| 52° 59′ 30″ N, 9° 19′ 33″ O | Holtum-Geest 30 | Durchmesser ca. 14 m und Höhe ca. 1 m.                                                                                     | 32202085 | BW   |
| 52° 59′ 28″ N, 9° 19′ 34″ O | Holtum-Geest 31 | Durchmesser ca. 20 m und Höhe ca. 1 m. Steinpackung die den Grabhügel umschloss, wurde auf der Ostseite bis 1961 zerstört. | 32201830 | BW   |
| 52° 59′ 28″ N, 9° 19′ 36″ O | Holtum-Geest 32 | Durchmesser ca. 11 m und Höhe ca. 0,75 m.                                                                                  | 32202320 | BW   |

### Holtum-Geest 33
- ID:32202831
- Grabhügelfeld.

| Lage                        | Bezeichnung     | Beschreibung                                                                                          | ID       | Bild |
| --------------------------- | --------------- | --- | -------- | ---- |
| 52° 59′ 25″ N, 9° 19′ 31″ O | Holtum-Geest 33 | Durchmesser ca. 15 m und Höhe ca. 1 m.                                                                | 32202322 | BW   |
| 52° 59′ 24″ N, 9° 19′ 28″ O | Holtum-Geest 34 | Durchmesser ca. 20 m und Höhe ca. 1 m.                                                                | 32202207 | BW   |
| 52° 59′ 23″ N, 9° 19′ 31″ O | Holtum-Geest 35 | Durchmesser ca. 15 m und Höhe ca. 1 m.                                                                | 32202456 | BW   |
| 52° 59′ 23″ N, 9° 19′ 26″ O | Holtum-Geest 36 | Durchmesser ca. 15 m und Höhe ca. 0,75 m.                                                             | 32202457 | BW   |
| 52° 59′ 23″ N, 9° 19′ 28″ O | Holtum-Geest 37 | Durchmesser ca. 19 m und Höhe ca. 1 m.                                                                | 32202688 | BW   |
| 52° 59′ 21″ N, 9° 19′ 24″ O | Holtum-Geest 38 | Durchmesser ca. 17 m und Höhe ca. 0,7 m.                                                              | 32202689 | BW   |
| 52° 59′ 22″ N, 9° 19′ 28″ O | Holtum-Geest 39 | Durchmesser ca. 19 m und Höhe ca. 1 m.                                                                | 32202714 | BW   |
| 52° 59′ 20″ N, 9° 19′ 27″ O | Holtum-Geest 40 | Durchmesser ca. 25 m und Höhe ca. 2 m.                                                                | 32202455 | BW   |
| 52° 59′ 20″ N, 9° 19′ 29″ O | Holtum-Geest 41 | Durchmesser ca. 9 m und Höhe ca. 0,35 m, 1979 um 50 cm abgetragen, wobei Leichenbrand entdeckt wurde. | 32202810 | BW   |

### Holtum-Geest 54
- ID:32201354
- Grabhügelfeld.

| Lage                       | Bezeichnung     | Beschreibung                                                       | ID       | Bild |
| -------------------------- | --------------- | ------------------------------------------------------------------ | -------- | ---- |
| 53° 0′ 26″ N, 9° 19′ 31″ O | Holtum-Geest 54 | Durchmesser ca. 11 m und Höhe ca. 0,8 m, mit zentraler Vertiefung. | 32202949 | BW   |
| 53° 0′ 24″ N, 9° 19′ 32″ O | Holtum-Geest 55 | Durchmesser ca. 18 m und Höhe ca. 1,5 m.                           | 32202957 | BW   |
| 53° 0′ 23″ N, 9° 19′ 33″ O | Holtum-Geest 56 | Durchmesser ca. 15 m und Höhe ca. 1,5 m.                           | 32202958 | BW   |
| 53° 0′ 23″ N, 9° 19′ 35″ O | Holtum-Geest 57 | Durchmesser ca. 17 m und Höhe ca. 1,5 m.                           | 32202959 | BW   |
| 53° 0′ 23″ N, 9° 19′ 37″ O | Holtum-Geest 58 | Durchmesser ca. 21 m und Höhe ca. 1,25 m.                          | 32202832 | BW   |
| 53° 0′ 23″ N, 9° 19′ 38″ O | Holtum-Geest 59 | Durchmesser ca. 17 m und Höhe ca. 1,2 m.                           | 32201104 | BW   |

### Holtum-Geest 86
- ID:32204838
- Grabhügelfeld.

| Lage                       | Bezeichnung      | Beschreibung                             | ID       | Bild |
| -------------------------- | ---------------- | ---------------------------------------- | -------- | ---- |
| 53° 1′ 5″ N, 9° 16′ 43″ O  | Holtum-Geest 86  | Durchmesser ca. 15 m und Höhe ca. 0,7 m. | 32203849 | BW   |
| 53° 1′ 6″ N, 9° 16′ 45″ O  | Holtum-Geest 87  | Durchmesser ca. 16 m und Höhe ca. 1 m.   | 32203850 | BW   |
| 53° 1′ 7″ N, 9° 16′ 44″ O  | Holtum-Geest 88  | Durchmesser ca. 14 m und Höhe ca. 0,7 m. | 32203851 | BW   |
| 53° 1′ 7″ N, 9° 16′ 46″ O  | Holtum-Geest 89  | Durchmesser ca. 19 m und Höhe ca. 1 m.   | 32203856 | BW   |
| 53° 1′ 9″ N, 9° 16′ 46″ O  | Holtum-Geest 90  | Durchmesser ca. 18 m und Höhe ca. 1 m.   | 32203841 | BW   |
| 53° 1′ 10″ N, 9° 16′ 48″ O | Holtum-Geest 91  | Durchmesser ca. 18 m und Höhe ca. 1 m.   | 32203857 | BW   |
| 53° 1′ 11″ N, 9° 16′ 46″ O | Holtum-Geest 92  | Durchmesser ca. 19 m und Höhe ca. 1 m.   | 32203986 | BW   |
| 53° 1′ 11″ N, 9° 16′ 49″ O | Holtum-Geest 93  | Durchmesser ca. 14 m und Höhe ca. 1 m.   | 32203987 | BW   |
| 53° 1′ 12″ N, 9° 16′ 48″ O | Holtum-Geest 94  | Durchmesser ca. 16 m und Höhe ca. 1 m.   | 32203988 | BW   |
| 53° 1′ 7″ N, 9° 16′ 47″ O  | Holtum-Geest 95  | Durchmesser ca. 12 m und Höhe ca. 0,5 m. | 32204105 | BW   |
| 53° 1′ 7″ N, 9° 16′ 47″ O  | Holtum-Geest 96  | Durchmesser ca. 7 m und Höhe ca. 0,5 m.  | 32204106 | BW   |
| 53° 1′ 8″ N, 9° 16′ 47″ O  | Holtum-Geest 97  | Durchmesser ca. 8 m und Höhe ca. 0,5 m.  | 32204239 | BW   |
| 53° 1′ 9″ N, 9° 16′ 49″ O  | Holtum-Geest 98  | Durchmesser ca. 10 m und Höhe ca. 0,5 m. | 32204240 | BW   |
| 53° 1′ 9″ N, 9° 16′ 48″ O  | Holtum-Geest 99  | Durchmesser ca. 9 m und Höhe ca. 0,5 m.  | 32204362 | BW   |
| 53° 1′ 9″ N, 9° 16′ 50″ O  | Holtum-Geest 100 | Durchmesser ca. 8 m und Höhe ca. 0,5 m.  | 32204363 | BW   |
| 53° 1′ 12″ N, 9° 16′ 47″ O | Holtum-Geest 124 | Durchmesser ca. 9 m und Höhe ca. 0,4 m.  | 32204473 | BW   |
| 53° 1′ 12″ N, 9° 16′ 49″ O | Holtum-Geest 125 | Durchmesser ca. 9 m und Höhe ca. 0,4 m.  | 32204474 | BW   |
| 53° 1′ 10″ N, 9° 16′ 46″ O | Holtum-Geest 154 | Durchmesser ca. 6 m und Höhe ca. 0,2 m.  | 32204615 | BW   |
| 53° 1′ 8″ N, 9° 16′ 48″ O  | Holtum-Geest 155 | Durchmesser ca. 5 m und Höhe ca. 0,2 m.  | 32204361 | BW   |
| 53° 1′ 10″ N, 9° 16′ 46″ O | Holtum-Geest 159 | Durchmesser ca. 8 m und Höhe ca. 0,4 m.  | 32204710 | BW   |

### Holtum-Geest 101
- ID:32199371
- Grabhügelfeld.

| Lage                       | Bezeichnung      | Beschreibung | ID       | Bild |
| -------------------------- | ---------------- | --- | -------- | ---- |
| 53° 1′ 12″ N, 9° 17′ 5″ O  | Holtum-Geest 101 | Durchmesser ca. 11 m und Höhe ca. 0,6 m, war wohl von Steinkranz eingefasst.                                                      | 32204839 | BW   |
| 53° 1′ 12″ N, 9° 17′ 6″ O  | Holtum-Geest 102 | Durchmesser ca. 15 m und Höhe ca. 0,7 m, mit einem großen Krater.                                                                 | 32204959 | BW   |
| 53° 1′ 12″ N, 9° 17′ 10″ O | Holtum-Geest 103 | Durchmesser ca. 14 m und Höhe ca. 0,9 m.                                                                                          | 32204709 | BW   |
| 53° 1′ 10″ N, 9° 17′ 11″ O | Holtum-Geest 104 | Durchmesser ca. 22 m und Höhe ca. 1,75 m, an Südwest-Ecke beschädigt.                                                             | 32204475 | BW   |
| 53° 1′ 9″ N, 9° 17′ 13″ O  | Holtum-Geest 105 | Durchmesser ca. 19 m und Höhe ca. 1,5 m.                                                                                          | 32199252 | BW   |
| 53° 1′ 8″ N, 9° 17′ 14″ O  | Holtum-Geest 106 | Durchmesser ca. 17 m und Höhe ca. 1,5 m.                                                                                          | 32199253 | BW   |
| 53° 1′ 9″ N, 9° 17′ 16″ O  | Holtum-Geest 107 | Durchmesser ca. 17 m und Höhe ca. 1,5 m, in östlicher Hälfte abgegraben, freigelegte Steine weisen auf ehemaligen Steinkranz hin. | 32199254 | BW   |
| 53° 1′ 10″ N, 9° 17′ 14″ O | Holtum-Geest 108 | Durchmesser ca. 19 m und Höhe ca. 1,5 m, war wohl von Steinkranz eingefasst.                                                      | 32204960 | BW   |
| 53° 1′ 10″ N, 9° 17′ 15″ O | Holtum-Geest 109 | | 32204961 | BW   |
| 53° 1′ 11″ N, 9° 17′ 15″ O | Holtum-Geest 110 | Durchmesser ca. 15 m und Höhe ca. 1,5 m.                                                                                          | 32199372 | BW   |
| 53° 1′ 11″ N, 9° 17′ 17″ O | Holtum-Geest 111 | Durchmesser ca. 21 m und Höhe ca. 1,5 m.                                                                                          | 32199373 | BW   |
| 53° 1′ 10″ N, 9° 17′ 16″ O | Holtum-Geest 120 | Fläche ca. 13 × 8 m und Höhe ca. 0,9 m. Länglich.                                                                                 | 32199472 | BW   |

## Kirchlinteln
| Lage                        | Bezeichnung                  | Beschreibung                                                                       | ID       | Bild |
| --------------------------- | ---------------------------- | ---------------------------------------------------------------------------------- | -------- | ---- |
| 52° 56′ 19″ N, 9° 17′ 34″ O | Kirchlinteln 1, Grabhügel    | Durchmesser ca. 15 m und Höhe ca. 1,2 m.                                           | 32201711 | BW   |
| 52° 56′ 14″ N, 9° 17′ 37″ O | Kirchlinteln 2, Grabhügel    | Durchmesser ca. 20 m und Höhe ca. 0,5 m.                                           | 32201733 | BW   |
| 52° 56′ 12″ N, 9° 17′ 34″ O | Kirchlinteln 3, Grabhügel    | Durchmesser ca. 20 m und Höhe ca. 1,8 m.                                           | 32201734 | BW   |
| 52° 56′ 11″ N, 9° 17′ 33″ O | Kirchlinteln 4, Grabhügel    | Durchmesser ca. 20 m und Höhe ca. 1,8 m.                                           | 32201735 | BW   |
| 52° 56′ 0″ N, 9° 17′ 58″ O  | Kirchlinteln 5, Grabhügel    | Durchmesser ca. 15 m und Höhe ca. 1,2 m.                                           | 32201860 | BW   |
| 52° 55′ 58″ N, 9° 18′ 4″ O  | Kirchlinteln 6, Grabhügel    | Durchmesser ca. 11 m und Höhe ca. 1 m.                                             | 32201861 | BW   |
| 52° 55′ 57″ N, 9° 18′ 10″ O | Kirchlinteln 7, Grabhügel    | Durchmesser ca. 11 m und Höhe ca. 1 m.                                             | 32201862 | BW   |
| 52° 55′ 55″ N, 9° 18′ 22″ O | Kirchlinteln 8, Grabhügel    | Durchmesser ca. 23 m und Höhe ca. 1,5 m.                                           | 32201982 | BW   |
| 52° 55′ 59″ N, 9° 18′ 40″ O | Kirchlinteln 17, Grabhügel   | Durchmesser ca. 15 m und Höhe ca. 1 m.                                             | 32202617 | BW   |
| 52° 55′ 58″ N, 9° 18′ 39″ O | Kirchlinteln 18, Grabhügel   | Durchmesser ca. 12 m und Höhe ca. 1,2 m.                                           | 32202618 | BW   |
| 52° 56′ 4″ N, 9° 18′ 36″ O  | Kirchlinteln 20, Grabhügel   | Durchmesser ca. 18 m und Höhe ca. 1 m.                                             | 32202516 | BW   |
| 52° 56′ 11″ N, 9° 18′ 45″ O | Kirchlinteln 26, Grabhügel   | Durchmesser ca. 12 m und Höhe ca. 0,75 m.                                          | 32202762 | BW   |
| 52° 55′ 55″ N, 9° 18′ 55″ O | Kirchlinteln 27, Grabhügel   | Durchmesser ca. 10 m und Höhe ca. 1 m.                                             | 32202763 | BW   |
| 52° 55′ 55″ N, 9° 18′ 57″ O | Kirchlinteln 28, Grabhügel   | Durchmesser ca. 15 m und Höhe ca. 1,5 m.                                           | 32202894 | BW   |
| 52° 55′ 55″ N, 9° 19′ 1″ O  | Kirchlinteln 29, Grabhügel   | Durchmesser ca. 12 m und Höhe ca. 1 m.                                             | 32202895 | BW   |
| 52° 55′ 53″ N, 9° 19′ 0″ O  | Kirchlinteln 30, Grabhügel   | Durchmesser ca. 20 m und Höhe ca. 1,5 m, ein Schützenloch verfüllt.                | 32202896 | BW   |
| 52° 55′ 51″ N, 9° 19′ 8″ O  | Kirchlinteln 31, Grabhügel   | Durchmesser ca. 16 m und Höhe ca. 2 m, beschädigte Kuppe.                          | 32603082 | BW   |
| 52° 55′ 49″ N, 9° 19′ 18″ O | Kirchlinteln 32, Grabhügel   | Durchmesser ca. 12 m und Höhe ca. 1 m.                                             | 32203023 | BW   |
| 52° 55′ 49″ N, 9° 19′ 22″ O | Kirchlinteln 33, Grabhügel   | Durchmesser ca. 11 m und Höhe ca. 1 m, beschädigt.                                 | 32203024 | BW   |
| 52° 55′ 50″ N, 9° 19′ 32″ O | Kirchlinteln 34, Grabhügel   | Durchmesser ca. 12 m und Höhe ca. 1 m.                                             | 32202736 | BW   |
| 52° 56′ 2″ N, 9° 20′ 56″ O  | Kirchlinteln 38, Grabhügel   | Durchmesser ca. 15 m und Höhe ca. 1 m.                                             | 32202737 | BW   |
| 52° 56′ 2″ N, 9° 20′ 57″ O  | Kirchlinteln 39, Grabhügel   | Durchmesser ca. 19 m und Höhe ca. 1 m.                                             | 32202743 | BW   |
| 52° 56′ 0″ N, 9° 21′ 2″ O   | Kirchlinteln 40, Grabhügel   | Durchmesser ca. 12 m und Höhe ca. 1 m, mit einer zentralen Vertiefung.             | 32202744 | BW   |
| 52° 56′ 4″ N, 9° 21′ 3″ O   | Kirchlinteln 41, Grabhügel   | Durchmesser ca. 13 m und Höhe ca. 0,8 m.                                           | 32202745 | BW   |
| 52° 56′ 13″ N, 9° 21′ 52″ O | Kirchlinteln 50, Grabhügel   | Durchmesser ca. 12 m und Höhe ca. 1,2 m.                                           | 32201247 | BW   |
| 52° 56′ 10″ N, 9° 21′ 42″ O | Kirchlinteln 51, Grabhügel   | Durchmesser ca. 15 m und Höhe ca. 1,2 m, mit abgeflachter Kuppe.                   | 32202984 | BW   |
| 52° 56′ 9″ N, 9° 21′ 42″ O  | Kirchlinteln 52, Grabhügel   | Durchmesser ca. 23 m und Höhe ca. 1,5 m.                                           | 32201248 | BW   |
| 52° 56′ 19″ N, 9° 17′ 33″ O | Kirchlinteln 56, Grabhügel   | Durchmesser ca. 8 m und Höhe ca. 0,3 m.                                            | 32204847 | BW   |
| 52° 56′ 12″ N, 9° 18′ 58″ O | Kirchlinteln 65, Rillenstein | Umgesetzter Rillenstein aus Granit. 1,13 × 0,96 × 0,5 m.                           | 32202905 | BW   |
| 52° 56′ 0″ N, 9° 18′ 0″ O   | Kirchlinteln 72, Grabhügel   | Durchmesser ca. 9 m und Höhe ca. 0,5 m, von Weg durchschnitten.                    | 32202848 | BW   |
| 52° 56′ 3″ N, 9° 17′ 57″ O  | Kirchlinteln 73, Grabhügel   | Durchmesser ca. 10 m und Höhe ca. 0,4 m, südliches Drittel von Weg durchschnitten. | 32201265 | BW   |
| 52° 56′ 2″ N, 9° 17′ 57″ O  | Kirchlinteln 74, Grabhügel   | Durchmesser ca. 16 m und Höhe ca. 1,5 m, von Weg durchschnitten.                   | 32201266 | BW   |

### Kirchlinteln 10
- ID:32202735
- Grabhügelfeld.

| Lage                        | Bezeichnung     | Beschreibung                              | ID       | Bild |
| --------------------------- | --------------- | ----------------------------------------- | -------- | ---- |
| 52° 56′ 1″ N, 9° 18′ 32″ O  | Kirchlinteln 10 | Durchmesser ca. 15 m und Höhe ca. 1 m.    | 32202115 | BW   |
| 52° 55′ 59″ N, 9° 18′ 31″ O | Kirchlinteln 11 | Durchmesser ca. 11 m und Höhe ca. 1 m.    | 32202225 | BW   |
| 52° 55′ 59″ N, 9° 18′ 32″ O | Kirchlinteln 12 | Durchmesser ca. 11 m und Höhe ca. 1,25 m. | 32202226 | BW   |
| 52° 55′ 59″ N, 9° 18′ 34″ O | Kirchlinteln 13 | Durchmesser ca. 20 m und Höhe ca. 1,25 m. | 32202346 | BW   |
| 52° 55′ 58″ N, 9° 18′ 32″ O | Kirchlinteln 14 | Durchmesser ca. 20 m und Höhe ca. 1,5 m.  | 32603728 | BW   |
| 52° 55′ 57″ N, 9° 18′ 32″ O | Kirchlinteln 15 | Durchmesser ca. 25 m und Höhe ca. 2 m.    | 32603732 | BW   |
| 52° 55′ 56″ N, 9° 18′ 33″ O | Kirchlinteln 16 | Durchmesser ca. 21 m und Höhe ca. 2,5 m.  | 32603733 | BW   |
| 52° 56′ 0″ N, 9° 18′ 31″ O  | Kirchlinteln 58 | Durchmesser ca. 7 m und Höhe ca. 0,3 m.   | 32202619 | BW   |

### Kirchlinteln 43
- ID:32202856
- Grabhügelfeld.

| Lage                        | Bezeichnung     | Beschreibung                                                    | ID       | Bild |
| --------------------------- | --------------- | --------------------------------------------------------------- | -------- | ---- |
| 52° 56′ 18″ N, 9° 21′ 0″ O  | Kirchlinteln 43 | Durchmesser ca. 13 m und Höhe ca. 1 m.                          | 32202846 | BW   |
| 52° 56′ 18″ N, 9° 21′ 2″ O  | Kirchlinteln 44 | Durchmesser ca. 20 m und Höhe ca. 1 m.                          | 32202847 | BW   |
| 52° 56′ 17″ N, 9° 21′ 4″ O  | Kirchlinteln 45 | Durchmesser ca. 13 m und Höhe ca. 1,5 m.                        | 32202855 | BW   |
| 52° 56′ 17″ N, 9° 21′ 6″ O  | Kirchlinteln 46 | Durchmesser ca. 14 m und Höhe ca. 1,5 m.                        | 32202348 | BW   |
| 52° 56′ 17″ N, 9° 21′ 8″ O  | Kirchlinteln 47 | Durchmesser ca. 15 m und Höhe ca. 1,6 m.                        | 32202857 | BW   |
| 52° 56′ 17″ N, 9° 21′ 9″ O  | Kirchlinteln 48 | Durchmesser ca. 15 m und Höhe ca. 1 m.                          | 32202982 | BW   |
| 52° 56′ 17″ N, 9° 21′ 11″ O | Kirchlinteln 49 | Durchmesser ca. 12 m und Höhe ca. 1,6 m, von Waldweg überquert. | 32202983 | BW   |

## Kreepen
| Lage                        | Bezeichnung           | Beschreibung | ID       | Bild |
| --------------------------- | --------------------- | --- | -------- | ---- |
| 52° 59′ 12″ N, 9° 20′ 49″ O | Kreepen 1, Grabhügel  | Durchmesser ca. 12 m und Höhe ca. 0,5 m. | 32201372 | BW   |
| 52° 58′ 59″ N, 9° 20′ 36″ O | Kreepen 3, Grabhügel  | Durchmesser ca. 10 m und Höhe ca. 0,6 m. | 32201361 | BW   |
| 52° 57′ 45″ N, 9° 20′ 20″ O | Kreepen 10, Grabhügel | Durchmesser ca. 20 m und Höhe ca. 1 m. | 32201373 | BW   |
| 52° 58′ 1″ N, 9° 20′ 30″ O  | Kreepen 22, Wüstung   | Mittelalterliche Wüstung. Beim Tiefpflügen im April 1976 wurden drei gelbe Bodenverfärbungen entdeckt, die als Hausgrundrisse interpretiert wurden. Weiterhin eine Stelle mit Rollsteinen über einer Länge von 1 m. Im Jahr 2006 etwa an derselben Stelle verbrannte Steine gesichtet, die wohl auf eine Herdstelle oder einen Ofen hinweisen. Lesefunde umfassen bislang ca. 2 kg Keramikscherben, dazu Wandlehm, Schlacke, ein Fragment einer Getreidedrehmühle und Tierzähne. Anhand der Keramik lässt sich die Wüstung in das 10.–14. Jh. datieren. Vereinzelt wurden auch neuzeitliche Scherben gefunden. | 32201109 | BW   |

## Kükenmoor
| Lage                        | Bezeichnung            | Beschreibung                             | ID       | Bild |
| --------------------------- | ---------------------- | ---------------------------------------- | -------- | ---- |
| 52° 55′ 56″ N, 9° 24′ 33″ O | Kükenmoor 3, Grabhügel | Durchmesser ca. 12 m und Höhe ca. 0,7 m. | 32201374 | BW   |
| 52° 55′ 40″ N, 9° 24′ 11″ O | Kükenmoor 4, Grabhügel | Durchmesser ca. 10 m und Höhe ca. 0,7 m. | 32201510 | BW   |
| 52° 55′ 40″ N, 9° 24′ 14″ O | Kükenmoor 5, Grabhügel | Durchmesser ca. 10 m und Höhe ca. 0,5 m. | 32201511 | BW   |

## Luttum
| Lage                        | Bezeichnung           | Beschreibung                                                                          | ID       | Bild |
| --------------------------- | --------------------- | ------------------------------------------------------------------------------------- | -------- | ---- |
| 52° 54′ 49″ N, 9° 19′ 36″ O | Luttum 27, Grabhügel  | Durchmesser ca. 13 m und Höhe ca. 0,75 m.                                             | 32202651 | BW   |
| 52° 54′ 47″ N, 9° 19′ 37″ O | Luttum 28, Grabhügel  | Durchmesser ca. 12 m und Höhe ca. 0,75 m.                                             | 32202746 | BW   |
| 52° 54′ 49″ N, 9° 19′ 44″ O | Luttum 29, Grabhügel  | Durchmesser ca. 13 m und Höhe ca. 0,75 m.                                             | 32202625 | BW   |
| 52° 54′ 49″ N, 9° 19′ 46″ O | Luttum 30, Grabhügel  | Durchmesser ca. 12 m und Höhe ca. 0,75 m.                                             | 32202876 | BW   |
| 52° 54′ 48″ N, 9° 19′ 52″ O | Luttum 31, Grabhügel  | Durchmesser ca. 16 m und Höhe ca. 1 m.                                                | 32202650 | BW   |
| 52° 54′ 46″ N, 9° 19′ 52″ O | Luttum 32, Grabhügel  | Durchmesser ca. 20 m und Höhe ca. 0,7 m.                                              | 32202875 | BW   |
| 52° 54′ 30″ N, 9° 19′ 6″ O  | Luttum 40, Grabhügel  | Durchmesser ca. 9 m und Höhe ca. 0,6 m.                                               | 32203006 | BW   |
| 52° 54′ 31″ N, 9° 19′ 8″ O  | Luttum 41, Grabhügel  | Durchmesser ca. 15 m und Höhe ca. 0,8 m.                                              | 32203007 | BW   |
| 52° 54′ 33″ N, 9° 19′ 8″ O  | Luttum 42, Grabhügel  | Durchmesser ca. 12 m und Höhe ca. 0,8 m.                                              | 32201149 | BW   |
| 52° 53′ 44″ N, 9° 17′ 19″ O | Luttum 44, Grabhügel  | Durchmesser ca. 19 m und Höhe ca. 1,4 m, scheint westlich und südlich beschädigt.     | 32201150 | BW   |
| 52° 53′ 43″ N, 9° 17′ 14″ O | Luttum 45, Grabhügel  | Durchmesser ca. 21 m und Höhe ca. 0,8 m.                                              | 32201283 | BW   |
| 52° 53′ 44″ N, 9° 18′ 13″ O | Luttum 62, Grabhügel  | Durchmesser ca. ?? m und Höhe ca. 1 m.                                                | 32202034 | BW   |
| 52° 53′ 50″ N, 9° 17′ 8″ O  | Luttum 46, Grabhügel  | Durchmesser ca. 22 m und Höhe ca. 1 m, von Hohlweg oder Brandschneise durchschnitten. | 32202877 | BW   |
| 52° 53′ 44″ N, 9° 18′ 14″ O | Luttum 63, Grabhügel  | Durchmesser ca. ?? m und Höhe ca. 1 m, 1984 im östlichen Teil stark beschädigt.       | 32202035 | BW   |
| 52° 53′ 28″ N, 9° 17′ 53″ O | Luttum 65, Grabhügel  | Durchmesser ca. 15 m und Höhe ca. 1 m.                                                | 32201910 | BW   |
| 52° 53′ 28″ N, 9° 17′ 55″ O | Luttum 66, Grabhügel  | Durchmesser ca. 11 m und Höhe ca. 1,2 m.                                              | 32202054 | BW   |
| 52° 53′ 25″ N, 9° 17′ 57″ O | Luttum 67, Grabhügel  | Durchmesser ca. 16 m und Höhe ca. 1 m.                                                | 32202148 | BW   |
| 52° 53′ 24″ N, 9° 17′ 58″ O | Luttum 68, Grabhügel  | Durchmesser ca. 14 m und Höhe ca. 0,6 m, von Hohlweg oder Grabung durchschnitten.     | 32202274 | BW   |
| 52° 53′ 26″ N, 9° 17′ 56″ O | Luttum 69, Grabhügel  | Durchmesser ca. 15 m und Höhe ca. 1 m.                                                | 32202055 | BW   |
| 52° 53′ 22″ N, 9° 18′ 6″ O  | Luttum 70, Grabhügel  | Durchmesser ca. 10 m und Höhe ca. 0,5 m.                                              | 32202275 | BW   |
| 52° 53′ 19″ N, 9° 17′ 55″ O | Luttum 71, Grabhügel  | Durchmesser ca. 10 m und Höhe ca. 0,8 m.                                              | 32202301 | BW   |
| 52° 53′ 25″ N, 9° 17′ 53″ O | Luttum 86, Grabhügel  | Durchmesser ca. 10 m und Höhe ca. 0,4 m.                                              | 32199365 | BW   |
| 52° 54′ 45″ N, 9° 19′ 52″ O | Luttum 87, Grabhügel  | Fläche ca. 9 × 13 m und Höhe ca. 0,3 m.                                               | 32199366 | BW   |
| 52° 54′ 49″ N, 9° 19′ 47″ O | Luttum 90, Grabhügel  | Durchmesser ca. 8 m und Höhe ca. 0,35 m.                                              | 32202800 | BW   |
| 52° 53′ 50″ N, 9° 17′ 10″ O | Luttum 101, Grabhügel | Durchmesser ca. 16 m und Höhe ca. 1 m, am östlichen Teil von Weg durchschnitten.      | 32202917 | BW   |
| 52° 53′ 28″ N, 9° 17′ 35″ O | Luttum 124, Grabhügel | Durchmesser ca. 10 m und Höhe ca. 0,3 m.                                              | 32202534 | BW   |

### Luttum 1
- ID:32201756
- Grabhügelfeld.

| Lage                        | Bezeichnung | Beschreibung                             | ID       | Bild |
| --------------------------- | ----------- | ---------------------------------------- | -------- | ---- |
| 52° 54′ 16″ N, 9° 17′ 47″ O | Luttum 1    | Durchmesser ca. 19 m und Höhe ca. 0,7 m. | 32201512 | BW   |
| 52° 54′ 16″ N, 9° 17′ 49″ O | Luttum 2    | Durchmesser ca. 14 m und Höhe ca. 1 m.   | 32201637 | BW   |
| 52° 54′ 16″ N, 9° 17′ 52″ O | Luttum 3    | Durchmesser ca. 12 m und Höhe ca. 1 m.   | 32201638 | BW   |
| 52° 54′ 15″ N, 9° 17′ 51″ O | Luttum 4    | Durchmesser ca. 10 m und Höhe ca. 0,5 m. | 32201755 | BW   |
| 52° 54′ 15″ N, 9° 17′ 52″ O | Luttum 89   | Durchmesser ca. ?? m und Höhe ca. 0,4 m. | 32201636 | BW   |

### Luttum 6
- ID:32202265
- Grabhügelfeld.

| Lage                        | Bezeichnung | Beschreibung | ID       | Bild |
| --------------------------- | ----------- | --- | -------- | ---- |
| 52° 54′ 41″ N, 9° 18′ 44″ O | Luttum 6    | Durchmesser ca. 19 m und Höhe ca. 0,7 m. | 32201757 | BW   |
| 52° 54′ 41″ N, 9° 18′ 46″ O | Luttum 7    | Durchmesser ca. 10 m und Höhe ca. 0,7 m. | 32201879 | BW   |
| 52° 54′ 42″ N, 9° 18′ 48″ O | Luttum 8    | Durchmesser ca. 12 m und Höhe ca. 0,7 m. | 32201881 | BW   |
| 52° 54′ 44″ N, 9° 18′ 49″ O | Luttum 10   | Durchmesser ca. 13 m und Höhe ca. 0,7 m. | 32201880 | BW   |
| 52° 54′ 45″ N, 9° 18′ 51″ O | Luttum 11   | Durchmesser ca. 10 m und Höhe ca. 0,7 m. Nach einem Sturm 1996 konnten aus einem Wurzelteller Funde geborgen werden, darunter Scherben und Leichenbrand. | 32202007 | BW   |
| 52° 54′ 45″ N, 9° 18′ 52″ O | Luttum 12   | Durchmesser ca. 13 m und Höhe ca. 0,7 m. | 32202248 | BW   |
| 52° 54′ 44″ N, 9° 18′ 52″ O | Luttum 13   | Durchmesser ca. 7 m und Höhe ca. 0,5 m. | 32202250 | BW   |
| 52° 54′ 43″ N, 9° 18′ 52″ O | Luttum 14   | Durchmesser ca. 9 m und Höhe ca. 0,5 m. | 32202008 | BW   |
| 52° 54′ 43″ N, 9° 18′ 50″ O | Luttum 15   | Durchmesser ca. 11 m und Höhe ca. 0,5 m. | 32202264 | BW   |
| 52° 54′ 44″ N, 9° 18′ 53″ O | Luttum 16   | Durchmesser ca. 12 m und Höhe ca. 0,75 m. | 32202263 | BW   |

### Luttum 17
- ID:32202641
- Grabhügelfeld.

| Lage                        | Bezeichnung | Beschreibung                             | ID       | Bild |
| --------------------------- | ----------- | ---------------------------------------- | -------- | ---- |
| 52° 54′ 48″ N, 9° 19′ 9″ O  | Luttum 17   | Durchmesser ca. 9 m und Höhe ca. 0,6 m.  | 32202397 | BW   |
| 52° 54′ 49″ N, 9° 19′ 11″ O | Luttum 18   | Durchmesser ca. 11 m und Höhe ca. 0,6 m. | 32202399 | BW   |
| 52° 54′ 48″ N, 9° 19′ 12″ O | Luttum 19   | Durchmesser ca. 11 m und Höhe ca. 0,6 m. | 32202507 | BW   |
| 52° 54′ 49″ N, 9° 19′ 13″ O | Luttum 20   | Durchmesser ca. 10 m und Höhe ca. 0,6 m. | 32202398 | BW   |
| 52° 54′ 50″ N, 9° 19′ 13″ O | Luttum 21   | Durchmesser ca. 11 m und Höhe ca. 0,6 m. | 32202508 | BW   |
| 52° 54′ 49″ N, 9° 19′ 15″ O | Luttum 22   | Durchmesser ca. 10 m und Höhe ca. 0,6 m. | 32202509 | BW   |
| 52° 54′ 48″ N, 9° 19′ 14″ O | Luttum 23   | Durchmesser ca. 10 m und Höhe ca. 0,6 m. | 32202249 | BW   |
| 52° 54′ 48″ N, 9° 19′ 18″ O | Luttum 24   | Durchmesser ca. 11 m und Höhe ca. 0,6 m. | 32202624 | BW   |
| 52° 54′ 47″ N, 9° 19′ 14″ O | Luttum 25   | Durchmesser ca. 10 m und Höhe ca. 0,6 m. | 32202639 | BW   |
| 52° 54′ 47″ N, 9° 19′ 16″ O | Luttum 26   | Durchmesser ca. 10 m und Höhe ca. 0,6 m. | 32202640 | BW   |

### Luttum 47
- ID:32202033
- Grabhügelfeld.

| Lage                        | Bezeichnung | Beschreibung                                                             | ID       | Bild |
| --------------------------- | ----------- | ------------------------------------------------------------------------ | -------- | ---- |
| 52° 53′ 55″ N, 9° 17′ 10″ O | Luttum 47   | Durchmesser ca. 16 m und Höhe ca. 1 m.                                   | 32201284 | BW   |
| 52° 53′ 54″ N, 9° 17′ 13″ O | Luttum 48   | Durchmesser ca. 18 m und Höhe ca. 1,75 m.                                | 32201405 | BW   |
| 52° 53′ 53″ N, 9° 17′ 14″ O | Luttum 49   | Durchmesser ca. 11 m und Höhe ca. 0,6 m.                                 | 32201285 | BW   |
| 52° 53′ 53″ N, 9° 17′ 15″ O | Luttum 50   | Durchmesser ca. 7 m und Höhe ca. 0,5 m.                                  | 32201406 | BW   |
| 52° 53′ 54″ N, 9° 17′ 17″ O | Luttum 51   | Durchmesser ca. 8 m und Höhe ca. 0,5 m.                                  | 32201532 | BW   |
| 52° 53′ 53″ N, 9° 17′ 18″ O | Luttum 52   | Fläche ca. 8 × 10 m und Höhe ca. 1 m, von Hohlweg durchschnitten.        | 32201533 | BW   |
| 52° 53′ 53″ N, 9° 17′ 19″ O | Luttum 53   | Durchmesser ca. 7 m und Höhe ca. 0,4 m, südlich von Hohlweg geschnitten. | 32201407 | BW   |
| 52° 53′ 52″ N, 9° 17′ 15″ O | Luttum 54   | Durchmesser ca. 10 m und Höhe ca. 0,5 m.                                 | 32201534 | BW   |
| 52° 53′ 52″ N, 9° 17′ 16″ O | Luttum 55   | Durchmesser ca. 8 m und Höhe ca. 0,4 m.                                  | 32201545 | BW   |
| 52° 53′ 53″ N, 9° 17′ 17″ O | Luttum 56   | Durchmesser ca. 7 m und Höhe ca. 0,35 m.                                 | 32201151 | BW   |
| 52° 53′ 53″ N, 9° 17′ 18″ O | Luttum 57   | Durchmesser ca. 6 m und Höhe ca. 0,4 m.                                  | 32201663 | BW   |
| 52° 53′ 53″ N, 9° 17′ 19″ O | Luttum 58   | Durchmesser ca. 8 m und Höhe ca. 0,4 m.                                  | 32201665 | BW   |
| 52° 53′ 52″ N, 9° 17′ 21″ O | Luttum 59   | Durchmesser ca. 13 m und Höhe ca. 1 m.                                   | 32201664 | BW   |
| 52° 53′ 53″ N, 9° 17′ 16″ O | Luttum 115  | Durchmesser ca. 9 m und Höhe ca. 0,5 m.                                  | 32201546 | BW   |
| 52° 53′ 52″ N, 9° 17′ 20″ O | Luttum 116  | Durchmesser ca. 6 m und Höhe ca. 0,3 m.                                  | 32201911 | BW   |
| 52° 53′ 52″ N, 9° 17′ 22″ O | Luttum 117  |                                                                          | 32201912 | BW   |
| 52° 53′ 57″ N, 9° 17′ 12″ O | Luttum 153  | Fläche ca. 15 × 11 m und Höhe ca. 1,5 m. Nordost-Südwest orientiert.     | 43315138 | BW   |

### Luttum 72
- ID:32603360
- Grabhügelfeld.

| Lage                        | Bezeichnung | Beschreibung                              | ID       | Bild |
| --------------------------- | ----------- | ----------------------------------------- | -------- | ---- |
| 52° 53′ 38″ N, 9° 18′ 34″ O | Luttum 72   | Durchmesser ca. 12 m und Höhe ca. 0,7 m.  | 32602974 | BW   |
| 52° 53′ 38″ N, 9° 18′ 35″ O | Luttum 73   | Durchmesser ca. 10 m und Höhe ca. 1 m.    | 32202303 | BW   |
| 52° 53′ 39″ N, 9° 18′ 35″ O | Luttum 74   | Durchmesser ca. 10 m und Höhe ca. 0,75 m. | 32202302 | BW   |
| 52° 53′ 39″ N, 9° 18′ 36″ O | Luttum 75   | Durchmesser ca. 10 m und Höhe ca. 0,4 m.  | 32202421 | BW   |
| 52° 53′ 40″ N, 9° 18′ 37″ O | Luttum 76   | Durchmesser ca. 9 m und Höhe ca. 0,75 m.  | 32202423 | BW   |
| 52° 53′ 41″ N, 9° 18′ 38″ O | Luttum 77   | Durchmesser ca. 10 m und Höhe ca. 0,5 m.  | 32202550 | BW   |
| 52° 53′ 41″ N, 9° 18′ 40″ O | Luttum 78   | Durchmesser ca. 20 m und Höhe ca. 1 m.    | 32602981 | BW   |

### Luttum 79
- ID:32202678
- Grabhügelfeld.

| Lage                        | Bezeichnung | Beschreibung                                                         | ID       | Bild |
| --------------------------- | ----------- | -------------------------------------------------------------------- | -------- | ---- |
| 52° 53′ 36″ N, 9° 17′ 35″ O | Luttum 79   | Durchmesser ca. ?? m und Höhe ca. 1 m, von Erddamm überdeckt.        | 32202676 | BW   |
| 52° 53′ 34″ N, 9° 17′ 38″ O | Luttum 80   | Fläche ca. 15 × 11 m und Höhe ca. 1 m, Nordwest-Südost orientiert.   | 32202677 | BW   |
| 52° 53′ 35″ N, 9° 17′ 40″ O | Luttum 81   | Fläche ca. 19 × 10 m und Höhe ca. 0,5 m, Nordwest-Südost orientiert. | 32202422 | BW   |
| 52° 53′ 34″ N, 9° 17′ 40″ O | Luttum 82   | Fläche ca. 14 × 7 m und Höhe ca. ? m, Nordwest-Südost orientiert.    | 32202551 | BW   |

## Neddenaverbergen
| Lage                        | Bezeichnung                       | Beschreibung | ID       | Bild |
| --------------------------- | --------------------------------- | --- | -------- | ---- |
| 52° 54′ 18″ N, 9° 23′ 15″ O | Neddenaverbergen 10, Grabhügel    | Durchmesser ca. 11 m und Höhe ca. 1 m. | 32201321 | BW   |
| 52° 54′ 17″ N, 9° 23′ 16″ O | Neddenaverbergen 11, Grabhügel    | Durchmesser ca. 19 m und Höhe ca. 1,5 m. | 32201562 | BW   |
| 52° 54′ 6″ N, 9° 23′ 35″ O  | Neddenaverbergen 13, Grabhügel    | Durchmesser ca. 10 m und Höhe ca. 1 m. | 32201687 | BW   |
| 52° 54′ 11″ N, 9° 23′ 29″ O | Neddenaverbergen 14, Grabhügel    | Durchmesser ca. 10 m und Höhe ca. 1 m. | 32201685 | BW   |
| 52° 54′ 4″ N, 9° 23′ 47″ O  | Neddenaverbergen 15, Grabhügel    | Durchmesser ca. 17 m und Höhe ca. 1,5 m, von Weg halbiert. | 32201686 | BW   |
| 52° 53′ 20″ N, 9° 22′ 40″ O | Neddenaverbergen 27, Grabhügel    | Durchmesser ca. 18 m und Höhe ca. 0,5 m. | 32202313 | BW   |
| 52° 53′ 23″ N, 9° 22′ 51″ O | Neddenaverbergen 28, Grabhügel    | Durchmesser ca. 28 m und Höhe ca. 1,5 m. | 32202314 | BW   |
| 52° 53′ 24″ N, 9° 22′ 50″ O | Neddenaverbergen 29, Grabhügel    | Durchmesser ca. 18 m und Höhe ca. 1 m. | 32202315 | BW   |
| 52° 53′ 32″ N, 9° 23′ 16″ O | Neddenaverbergen 39, Grabhügel    | Durchmesser ca. 11 m und Höhe ca. 0,8 m. | 32202826 | BW   |
| 52° 53′ 30″ N, 9° 23′ 17″ O | Neddenaverbergen 40, Grabhügel    | Durchmesser ca. 11 m und Höhe ca. 0,5 m. | 32201083 | BW   |
| 52° 53′ 29″ N, 9° 23′ 15″ O | Neddenaverbergen 41, Grabhügel    | Durchmesser ca. 11 m und Höhe ca. 0,5 m, mit Pflugspuren. | 32201089 | BW   |
| 52° 53′ 23″ N, 9° 23′ 18″ O | Neddenaverbergen 42, Grabhügel    | Durchmesser ca. 11 m und Höhe ca. 0,8 m. | 32201084 | BW   |
| 52° 53′ 20″ N, 9° 23′ 37″ O | Neddenaverbergen 48, Grabhügel    | Durchmesser ca. 21 m und Höhe ca. 1,2 m. | 32201091 | BW   |
| 52° 53′ 20″ N, 9° 23′ 40″ O | Neddenaverbergen 49, Grabhügel    | Durchmesser ca. 16 m und Höhe ca. 1,2 m. | 32201232 | BW   |
| 52° 53′ 14″ N, 9° 23′ 51″ O | Neddenaverbergen 50, Grabhügel    | Durchmesser ca. 18 m und Höhe ca. 1,2 m. | 32201233 | BW   |
| 52° 53′ 11″ N, 9° 23′ 53″ O | Neddenaverbergen 52, Grabhügel    | Durchmesser ca. 10 m und Höhe ca. 0,5 m, Westhälfte durch Sandgrube abgetragen. | 32201231 | BW   |
| 52° 53′ 9″ N, 9° 24′ 16″ O  | Neddenaverbergen 53, Grabhügel    | Durchmesser ca. 12 m und Höhe ca. 0,6 m. | 32203463 | BW   |
| 52° 53′ 8″ N, 9° 24′ 15″ O  | Neddenaverbergen 54, Grabhügel    | Durchmesser ca. 11 m und Höhe ca. 0,4 m. | 32203464 | BW   |
| 52° 53′ 6″ N, 9° 24′ 20″ O  | Neddenaverbergen 55, Grabhügel    | Durchmesser ca. 11 m und Höhe ca. 0,6 m. | 32203465 | BW   |
| 52° 52′ 49″ N, 9° 20′ 49″ O | Neddenaverbergen 61, Grabhügel    | Durchmesser ehemals ca. 18 m und Höhe ca. 1,2 m. | 32203720 | BW   |
| 52° 52′ 59″ N, 9° 24′ 17″ O | Neddenaverbergen 63, Grabhügel    | Durchmesser ca. 18 m und Höhe ca. 1,2 m. | 32203477 | BW   |
| 52° 53′ 0″ N, 9° 24′ 17″ O  | Neddenaverbergen 64, Grabhügel    | Durchmesser ca. 6 m und Höhe ca. 0,4 m. | 32203478 | BW   |
| 52° 53′ 27″ N, 9° 21′ 3″ O  | Neddenaverbergen 83, Fundstreuung | Eine spätjungpaläolithische (Magdalénien) oder spätpaläolithische (Federmessergruppen) Fundstreuung wurde 560 m nordwestlich von Neddenaverbergen auf einem Feld am Hang des Drommelbeck gefunden. Die Sattellage ist typisch für spätjungpaläolithische Fundstellen. Die Funde lagen auf sehr engem Raum (5 × 5 m) beieinander. Unter den Steinartefakten finden sich sehr sorgfältig retuschierte Lamellen und Klingen. | 37980868 | BW   |

### Neddenaverbergen 1
- ID:32201438
- Grabhügelfeld.

| Lage                        | Bezeichnung        | Beschreibung | ID       | Bild |
| --------------------------- | ------------------ | --- | -------- | ---- |
| 52° 54′ 10″ N, 9° 22′ 49″ O | Neddenaverbergen 1 | Durchmesser ca. 11 m und Höhe ca. 1 m.                                                                            | 32201181 | BW   |
| 52° 54′ 8″ N, 9° 22′ 52″ O  | Neddenaverbergen 3 | Durchmesser ca. 11 m und Höhe ca. 1 m, im Südwesten wurde ein Rinnenstein entdeckt, der in Verbindung stehen mag. | 32201438 | BW   |
| 52° 54′ 8″ N, 9° 22′ 54″ O  | Neddenaverbergen 4 | Durchmesser ca. 12 m und Höhe ca. 1 m.                                                                            | 32201183 | BW   |
| 52° 54′ 7″ N, 9° 22′ 54″ O  | Neddenaverbergen 5 | Durchmesser ca. 11 m und Höhe ca. 1 m.                                                                            | 32201303 | BW   |
| 52° 54′ 9″ N, 9° 22′ 56″ O  | Neddenaverbergen 6 | Durchmesser ca. 11 m und Höhe ca. 1 m.                                                                            | 32201304 | BW   |
| 52° 54′ 8″ N, 9° 22′ 56″ O  | Neddenaverbergen 7 | Durchmesser ca. 12 m und Höhe ca. 1 m.                                                                            | 32201305 | BW   |
| 52° 54′ 9″ N, 9° 23′ 0″ O   | Neddenaverbergen 8 | Durchmesser ca. 15 m und Höhe ca. 1 m.                                                                            | 32201322 | BW   |
| 52° 54′ 8″ N, 9° 22′ 59″ O  | Neddenaverbergen 9 | Durchmesser ca. 12 m und Höhe ca. 1 m.                                                                            | 32201436 | BW   |

### Neddenaverbergen 16
- ID:32201699
- Grabhügelfeld.

| Lage                       | Bezeichnung         | Beschreibung                             | ID       | Bild |
| -------------------------- | ------------------- | ---------------------------------------- | -------- | ---- |
| 52° 54′ 9″ N, 9° 23′ 59″ O | Neddenaverbergen 16 | Durchmesser ca. 15 m und Höhe ca. 1,2 m. | 32201563 | BW   |
| 52° 54′ 9″ N, 9° 24′ 1″ O  | Neddenaverbergen 17 | Durchmesser ca. 20 m und Höhe ca. 1,4 m. | 32201697 | BW   |
| 52° 54′ 9″ N, 9° 23′ 57″ O | Neddenaverbergen 65 | Durchmesser ca. 8 m und Höhe ca. 0,4 m.  | 32201323 | BW   |

### Neddenaverbergen 19
- ID:32201564
- Grabhügelfeld.

| Lage                        | Bezeichnung         | Beschreibung                                                                   | ID       | Bild |
| --------------------------- | ------------------- | ------------------------------------------------------------------------------ | -------- | ---- |
| 52° 53′ 53″ N, 9° 24′ 4″ O  | Neddenaverbergen 19 | Durchmesser ca. 19 m und Höhe ca. 1,9 m.                                       | 32201824 | BW   |
| 52° 53′ 54″ N, 9° 24′ 5″ O  | Neddenaverbergen 20 | Durchmesser ca. 12 m und Höhe ca. 1,25 m, beschädigt.                          | 32201825 | BW   |
| 52° 53′ 54″ N, 9° 24′ 8″ O  | Neddenaverbergen 21 | Durchmesser ca. 20 m und Höhe ca. 1,7 m, beschädigt.                           | 32202079 | BW   |
| 52° 53′ 54″ N, 9° 24′ 9″ O  | Neddenaverbergen 22 | Durchmesser ca. 19 m und Höhe ca. 1,9 m, beschädigt.                           | 32202080 | BW   |
| 52° 53′ 54″ N, 9° 24′ 10″ O | Neddenaverbergen 23 | Durchmesser ca. 9 m und Höhe ca. 1 m                                           | 32201826 | BW   |
| 52° 53′ 54″ N, 9° 24′ 11″ O | Neddenaverbergen 24 | Durchmesser ca. 19 m und Höhe ca. 1 m, im Osten Teilabtrag erkennbar.          | 32202081 | BW   |
| 52° 53′ 55″ N, 9° 24′ 14″ O | Neddenaverbergen 25 | Durchmesser ca. 18 m und Höhe ca. 0,5 m, stark abgeflacht und wohl durchsucht. | 32202192 | BW   |
| 52° 53′ 52″ N, 9° 24′ 5″ O  | Neddenaverbergen 26 | Durchmesser ca. 14 m und Höhe ca. 1,5 m.                                       | 32202193 | BW   |

### Neddenaverbergen 30
- ID:32202825
- Grabhügelfeld.

| Lage                        | Bezeichnung         | Beschreibung                             | ID       | Bild |
| --------------------------- | ------------------- | ---------------------------------------- | -------- | ---- |
| 52° 53′ 25″ N, 9° 22′ 56″ O | Neddenaverbergen 30 | Durchmesser ca. 14 m und Höhe ca. 1 m.   | 32202194 | BW   |
| 52° 53′ 26″ N, 9° 22′ 57″ O | Neddenaverbergen 31 | Durchmesser ca. 11 m und Höhe ca. 1 m.   | 32202335 | BW   |
| 52° 53′ 26″ N, 9° 22′ 58″ O | Neddenaverbergen 32 | Durchmesser ca. 15 m und Höhe ca. 1,5 m. | 32202336 | BW   |
| 52° 53′ 25″ N, 9° 22′ 59″ O | Neddenaverbergen 33 | Durchmesser ca. 11 m und Höhe ca. 1 m.   | 32202581 | BW   |

### Neddenaverbergen 34
- ID:32202825
- Grabhügelfeld.

| Lage                        | Bezeichnung         | Beschreibung                                                | ID       | Bild |
| --------------------------- | ------------------- | ----------------------------------------------------------- | -------- | ---- |
| 52° 53′ 32″ N, 9° 23′ 8″ O  | Neddenaverbergen 34 | Durchmesser ca. 16 m und Höhe ca. 1,7 m.                    | 32201698 | BW   |
| 52° 53′ 33″ N, 9° 23′ 9″ O  | Neddenaverbergen 35 | Durchmesser ca. 11 m und Höhe ca. 0,6 m.                    | 32202583 | BW   |
| 52° 53′ 33″ N, 9° 23′ 10″ O | Neddenaverbergen 36 | Fläche ca. 12 × 8 m und Höhe ca. 0,6 m. Nord-Süd gerichtet. | 32202334 | BW   |
| 52° 53′ 33″ N, 9° 23′ 11″ O | Neddenaverbergen 37 | Durchmesser ca. 12 m und Höhe ca. 0,8 m.                    | 32202696 | BW   |
| 52° 53′ 34″ N, 9° 23′ 12″ O | Neddenaverbergen 38 | Durchmesser ca. 10 m und Höhe ca. 0,8 m.                    | 32202697 | BW   |
| 52° 53′ 33″ N, 9° 23′ 10″ O | Neddenaverbergen 66 | Fläche ca. 10 × 8 m und Höhe ca. 0,6 m. Nord-Süd gerichtet. | 32202824 | BW   |

### Neddenaverbergen 43
- ID:32201090
- Grabhügelfeld.

| Lage                        | Bezeichnung         | Beschreibung                              | ID       | Bild |
| --------------------------- | ------------------- | ----------------------------------------- | -------- | ---- |
| 52° 53′ 32″ N, 9° 23′ 8″ O  | Neddenaverbergen 43 | Durchmesser ca. 21 m und Höhe ca. 1,25 m. | 32201085 | BW   |
| 52° 53′ 14″ N, 9° 23′ 28″ O | Neddenaverbergen 44 | Durchmesser ca. 21 m und Höhe ca. 1,6 m.  | 32201107 | BW   |
| 52° 53′ 14″ N, 9° 23′ 32″ O | Neddenaverbergen 45 | Durchmesser ca. 14 m und Höhe ca. 0,5 m.  | 32201108 | BW   |
| 52° 53′ 13″ N, 9° 23′ 33″ O | Neddenaverbergen 46 | Durchmesser ca. 17 m und Höhe ca. 1 m.    | 32201106 | BW   |

## Otersen
| Lage                        | Bezeichnung            | Beschreibung | ID       | Bild |
| --------------------------- | ---------------------- | --- | -------- | ---- |
| 52° 51′ 34″ N, 9° 20′ 16″ O | Otersen 4, Grabhügel   | Durchmesser ca. 13 m und Höhe ca. 1 m. | 32203603 | BW   |
| 52° 51′ 31″ N, 9° 20′ 7″ O  | Otersen 5, Grabhügel   | Durchmesser ca. 12 m und Höhe ca. 1,5 m. | 32203721 | BW   |
| 52° 51′ 10″ N, 9° 20′ 35″ O | Otersen 18, Grabhügel  | Durchmesser ca. 15 m und Höhe ca. 1 m. | 32202819 | BW   |
| 52° 50′ 54″ N, 9° 21′ 3″ O  | Otersen 24, Grabhügel  | Durchmesser ca. 24 m und Höhe ca. 2 m. | 32602792 | BW   |
| 52° 49′ 44″ N, 9° 21′ 43″ O | Otersen 25, Grabhügel  | Durchmesser ca. 14 m und Höhe ca. 0,9 m. | 32203858 | BW   |
| 52° 49′ 32″ N, 9° 21′ 55″ O | Otersen 27, Grabhügel  | Durchmesser ca. 12 m und Höhe ca. 0,6 m, ein Drittel abgetragen. | 32603552 | BW   |
| 52° 49′ 23″ N, 9° 22′ 6″ O  | Otersen 34, Grabhügel  | Durchmesser ca. 16 m und Höhe ca. 1,2 m. | 32204478 | BW   |
| 52° 49′ 23″ N, 9° 22′ 7″ O  | Otersen 35, Grabhügel  | Durchmesser ca. 16 m und Höhe ca. 1,2 m. | 32204711 | BW   |
| 52° 49′ 35″ N, 9° 22′ 9″ O  | Otersen 36, Grabhügel  | Durchmesser ca. 11 m und Höhe ca. 0,7 m. | 32204712 | BW   |
| 52° 49′ 35″ N, 9° 22′ 10″ O | Otersen 37, Grabhügel  | Durchmesser ca. 15 m und Höhe ca. 1 m, beschädigt. | 32204713 | BW   |
| 52° 49′ 32″ N, 9° 22′ 28″ O | Otersen 49, Grabhügel  | Durchmesser ca. 10 m und Höhe ca. 1 m. | 32602847 | BW   |
| 52° 49′ 31″ N, 9° 22′ 30″ O | Otersen 50, Grabhügel  | Durchmesser ca. 21 m und Höhe ca. 2 m. | 32602848 | BW   |
| 52° 49′ 34″ N, 9° 21′ 56″ O | Otersen 53, Grabhügel  | Durchmesser ca. 14 m und Höhe ca. 0,7 m. | 32199486 | BW   |
| 52° 49′ 46″ N, 9° 22′ 58″ O | Otersen 66, Grenzstein | Auf einer Seite das Wappen des Bistums Verden, auf der anderen Seite das Wappen des Fürstentums Lüneburg dargestellt. Inschrift nicht vorhanden. Gehört zu einer ganzen Reihe von Grenzsteinen, die 1575 aufgestellt wurden und die Grenze zwischen dem Fürstentum Lüneburg, dem Bistum Verden und der Grafschaft Hoya markierten. | 32202350 | BW   |
| 52° 49′ 18″ N, 9° 22′ 7″ O  | Otersen 67, Grenzstein | Auf einer Seite das Wappen des Bistums Verden, auf der anderen Seite das Wappen des Fürstentums Lüneburg dargestellt. Inschrift nicht vorhanden. Gehört zu einer ganzen Reihe von Grenzsteinen, die 1575 aufgestellt wurden und die Grenze zwischen dem Fürstentum Lüneburg, dem Bistum Verden und der Grafschaft Hoya markierten. | 32202480 | BW   |
| 52° 50′ 36″ N, 9° 19′ 24″ O | Otersen 99, Deich      | Auf einer Länge von 1,5 km erhalten, teils auch unter der modernen Deichführung. War bereits in der Kurhannoverschen Landesaufnahme 1771 und 1778 verzeichnet und wird 1664 das erste Mal erwähnt. Erhaltene Höhe maximal 2,0 m; Breite 15 – 20 m. Genaue Alter nicht bekannt. - Teilstück ID: 36286778                            | 35295656 | BW   |

### Otersen 1
- ID:32203479
- Grabhügelfeld.

| Lage                        | Bezeichnung | Beschreibung                              | ID       | Bild |
| --------------------------- | ----------- | ----------------------------------------- | -------- | ---- |
| 52° 51′ 36″ N, 9° 20′ 8″ O  | Otersen 1   | Durchmesser ca. 16 m und Höhe ca. 0,75 m. | 32203604 | BW   |
| 52° 51′ 36″ N, 9° 20′ 10″ O | Otersen 2   | Durchmesser ca. 20 m und Höhe ca. 1,5 m.  | 32203605 | BW   |
| 52° 51′ 35″ N, 9° 20′ 11″ O | Otersen 3   | Durchmesser ca. 20 m und Höhe ca. 1,25 m. | 32603536 | BW   |

### Otersen 8
- ID:32202204
- Grabhügelfeld.

| Lage                        | Bezeichnung | Beschreibung                              | ID       | Bild |
| --------------------------- | ----------- | ----------------------------------------- | -------- | ---- |
| 52° 51′ 22″ N, 9° 20′ 20″ O | Otersen 8   | Durchmesser ca. 14 m und Höhe ca. 1 m.    | 32202319 | BW   |
| 52° 51′ 20″ N, 9° 20′ 19″ O | Otersen 9   | Durchmesser ca. 9 m und Höhe ca. 0,5 m.   | 32202326 | BW   |
| 52° 51′ 20″ N, 9° 20′ 20″ O | Otersen 10  | Durchmesser ca. 9 m und Höhe ca. 0,5 m.   | 32202327 | BW   |
| 52° 51′ 20″ N, 9° 20′ 21″ O | Otersen 11  | Durchmesser ca. 13 m und Höhe ca. 1,1 m.  | 32202460 | BW   |
| 52° 51′ 19″ N, 9° 20′ 19″ O | Otersen 12  | Durchmesser ca. 14 m und Höhe ca. 0,75 m. | 32202461 | BW   |
| 52° 51′ 17″ N, 9° 20′ 23″ O | Otersen 13  | Durchmesser ca. 12 m und Höhe ca. 1,25 m. | 32202578 | BW   |
| 52° 51′ 17″ N, 9° 20′ 24″ O | Otersen 14  | Durchmesser ca. 11 m und Höhe ca. 1,1 m.  | 32201243 | BW   |
| 52° 51′ 17″ N, 9° 20′ 27″ O | Otersen 15  | Durchmesser ca. 13 m und Höhe ca. 1,5 m.  | 32202579 | BW   |
| 52° 51′ 17″ N, 9° 20′ 29″ O | Otersen 16  | Durchmesser ca. 9 m und Höhe ca. 0,75 m.  | 32201378 | BW   |
| 52° 51′ 15″ N, 9° 20′ 28″ O | Otersen 17  | Durchmesser ca. 13 m und Höhe ca. 0,75 m. | 32202820 | BW   |

### Otersen 19
- ID:32201392
- Grabhügelfeld.

| Lage                       | Bezeichnung | Beschreibung | ID       | Bild |
| -------------------------- | ----------- | --- | -------- | ---- |
| 52° 51′ 6″ N, 9° 20′ 37″ O | Otersen 19  | Durchmesser ca. 15 m und Höhe ca. 1 m, mit zentraler Vertiefung.                                                                                              | 32203843 | BW   |
| 52° 51′ 6″ N, 9° 20′ 38″ O | Otersen 20  | Durchmesser ca. 12 m und Höhe ca. 1,1 m. | 32203976 | BW   |
| 52° 51′ 6″ N, 9° 20′ 39″ O | Otersen 21  | Durchmesser ca. 12 m und Höhe ca. 1,1 m. | 32203977 | BW   |
| 52° 51′ 6″ N, 9° 20′ 39″ O | Otersen 22  | Durchmesser ca. 13 m und Höhe ca. 1,1 m. | 32203978 | BW   |
| 52° 51′ 7″ N, 9° 20′ 36″ O | Otersen 52  | Durchmesser ca. 11 m und Höhe ca. 0,5 m, zu 3/4 vorhanden, Nordwest-Viertel durch alten Sandabbau (?) und/oder einem Südwest verlaufenden Hohlweg abgetragen. | 32199485 | BW   |

### Otersen 28
- ID:32204241
- Grabhügelfeld.

| Lage                        | Bezeichnung | Beschreibung                             | ID       | Bild |
| --------------------------- | ----------- | ---------------------------------------- | -------- | ---- |
| 52° 49′ 29″ N, 9° 21′ 54″ O | Otersen 28  | Durchmesser ca. 13 m und Höhe ca. 1 m.   | 32204093 | BW   |
| 52° 49′ 29″ N, 9° 21′ 55″ O | Otersen 29  | Durchmesser ca. 8 m und Höhe ca. 0,4 m.  | 32204211 | BW   |
| 52° 49′ 29″ N, 9° 21′ 56″ O | Otersen 30  | Durchmesser ca. 7 m und Höhe ca. 0,3 m.  | 32204212 | BW   |
| 52° 49′ 29″ N, 9° 21′ 57″ O | Otersen 31  | Durchmesser ca. 9 m und Höhe ca. 0,6 m.  | 32204222 | BW   |
| 52° 49′ 29″ N, 9° 21′ 59″ O | Otersen 32  | Durchmesser ca. 11 m und Höhe ca. 0,6 m. | 32204223 | BW   |
| 52° 49′ 30″ N, 9° 22′ 2″ O  | Otersen 33  | Durchmesser ca. 13 m und Höhe ca. 1 m.   | 32204336 | BW   |

### Otersen 38
- ID:32201489
- Grabhügelfeld.

| Lage                        | Bezeichnung | Beschreibung | ID       | Bild |
| --------------------------- | ----------- | --- | -------- | ---- |
| 52° 49′ 45″ N, 9° 22′ 4″ O  | Otersen 38  | Durchmesser ca. 12 m und Höhe ca. 0,7 m.                                                                                                | 32204476 | BW   |
| 52° 49′ 46″ N, 9° 22′ 5″ O  | Otersen 39  | Durchmesser ca. 10 m und Höhe ca. 0,7 m.                                                                                                | 32204718 | BW   |
| 52° 49′ 45″ N, 9° 22′ 5″ O  | Otersen 40  | Durchmesser ca. 10 m und Höhe ca. 0,7 m.                                                                                                | 32204719 | BW   |
| 52° 49′ 45″ N, 9° 22′ 7″ O  | Otersen 41  | Durchmesser ca. 11 m und Höhe ca. 0,6 m.                                                                                                | 32204730 | BW   |
| 52° 49′ 45″ N, 9° 22′ 9″ O  | Otersen 42  | Durchmesser ca. 11 m und Höhe ca. 0,5 m.                                                                                                | 32204731 | BW   |
| 52° 49′ 45″ N, 9° 22′ 12″ O | Otersen 43  | Durchmesser ca. 10 m und Höhe ca. 0,5 m.                                                                                                | 32204849 | BW   |
| 52° 49′ 45″ N, 9° 22′ 16″ O | Otersen 44  | Durchmesser ca. 8 m und Höhe ca. 0,6 m.                                                                                                 | 32204962 | BW   |
| 52° 49′ 46″ N, 9° 22′ 6″ O  | Otersen 45  | Durchmesser ca. 17 m und Höhe ca. 0,4 m.                                                                                                | 32204850 | BW   |
| 52° 49′ 46″ N, 9° 22′ 6″ O  | Otersen 46  | Durchmesser ca. 10 m und Höhe ca. 0,6 m.                                                                                                | 32204477 | BW   |
| 52° 49′ 44″ N, 9° 22′ 17″ O | Otersen 47  | Durchmesser ca. 12 m und Höhe ca. 0,6 m.                                                                                                | 32204729 | BW   |
| 52° 49′ 42″ N, 9° 22′ 25″ O | Otersen 48  | Durchmesser ca. 16 m und Höhe ca. 1,5 m.                                                                                                | 32204848 | BW   |
| 52° 49′ 43″ N, 9° 22′ 24″ O | Otersen 54  | Durchmesser ca. 6 m und Höhe ca. 0,2 m.                                                                                                 | 32201466 | BW   |
| 52° 49′ 44″ N, 9° 22′ 20″ O | Otersen 56  | Durchmesser ca. 11 m und Höhe ca. 0,5 m, im Norden und Süden angegraben. Kuppe teilweise von 0,2 m mittelalterlichem Flugsand überweht. | 32199476 | BW   |

## Schafwinkel
| Lage                        | Bezeichnung              | Beschreibung                                                          | ID       | Bild |
| --------------------------- | ------------------------ | --------------------------------------------------------------------- | -------- | ---- |
| 52° 59′ 43″ N, 9° 25′ 10″ O | Schafwinkel 1, Grabhügel | Durchmesser ca. 10 m und Höhe ca. 0,8 m, westliche Hälfte abgetragen. | 32199475 | BW   |

### Schafwinkel 2
- ID:32201584
- Grabhügelfeld.

| Lage                        | Bezeichnung    | Beschreibung | ID       | Bild |
| --------------------------- | -------------- | --- | -------- | ---- |
| 52° 59′ 35″ N, 9° 26′ 26″ O | Schafwinkel 2  | Durchmesser ca. 10 m und Höhe ca. 0,5 m, von Ringgraben umgeben.                                                                                                 | 32199477 | BW   |
| 52° 59′ 35″ N, 9° 26′ 25″ O | Schafwinkel 3  | Durchmesser ca. 9 m und Höhe ca. 0,5 m, von Ringgraben umgeben.                                                                                                  | 32199497 | BW   |
| 52° 59′ 33″ N, 9° 26′ 24″ O | Schafwinkel 13 | Durchmesser ca. 11 m und Höhe ca. 1 m. Bereits vor 1960 größtenteils abgegraben, lediglich eine mehrere Meter breite Randzone ist erhalten, besonders im Westen. | 32201472 | BW   |
| 52° 59′ 37″ N, 9° 26′ 26″ O | Schafwinkel 14 | Durchmesser ca. 18 m und Höhe ca. 0,6 m. | 32199498 | BW   |
| 52° 59′ 34″ N, 9° 26′ 28″ O | Schafwinkel 15 | Durchmesser ca. 8 m und Höhe ca. 0,4 m. | 32201473 | BW   |
| 52° 59′ 36″ N, 9° 26′ 25″ O | Schafwinkel 20 | Durchmesser ca. 14 m und Höhe ca. ? m. | 32201474 | BW   |

## Sehlingen
| Lage                        | Bezeichnung             | Beschreibung                                                           | ID       | Bild |
| --------------------------- | ----------------------- | ---------------------------------------------------------------------- | -------- | ---- |
| 52° 59′ 46″ N, 9° 25′ 7″ O  | Sehlingen 1, Grabhügel  | Durchmesser ca. 6 m und Höhe ca. 0,3 m.                                | 32602947 | BW   |
| 52° 59′ 28″ N, 9° 23′ 58″ O | Sehlingen 3, Grabhügel  | Durchmesser ca. 16 m und Höhe ca. 1 m.                                 | 32201725 | BW   |
| 52° 59′ 27″ N, 9° 24′ 1″ O  | Sehlingen 4, Grabhügel  | Durchmesser ca. 12 m und Höhe ca. 1 m.                                 | 32201848 | BW   |
| 52° 58′ 50″ N, 9° 23′ 33″ O | Sehlingen 16, Grabhügel | Durchmesser ca. 10 m und Höhe ca. 0,5 m, am östlichen Teil abgepflügt. | 32201849 | BW   |
| 52° 58′ 8″ N, 9° 22′ 32″ O  | Sehlingen 23, Grabhügel | Durchmesser ca. 12 m und Höhe ca. 0,6 m.                               | 32201727 | BW   |
| 52° 58′ 58″ N, 9° 23′ 42″ O | Sehlingen 27, Grabhügel | Durchmesser ca. 21 m und Höhe ca. 1 m.                                 | 32201962 | BW   |

## Stemmen
| Lage                        | Bezeichnung            | Beschreibung | ID       | Bild |
| --------------------------- | ---------------------- | --- | -------- | ---- |
| 52° 52′ 10″ N, 9° 23′ 50″ O | Stemmen 1, Grabhügel   | Durchmesser ca. 10 m und Höhe ca. 0,75 m. | 32201850 | BW   |
| 52° 51′ 57″ N, 9° 23′ 26″ O | Stemmen 2, Grabhügel   | Durchmesser ca. 10 m und Höhe ca. 0,8 m. | 32201963 | BW   |
| 52° 51′ 57″ N, 9° 23′ 24″ O | Stemmen 3, Grabhügel   | Durchmesser ca. 10 m und Höhe ca. 0,65 m. 2007 wurde ca. 1/3 abgefahren. Dabei wurde bis tief in den Untergrund Boden entnommen; das dadurch entstandene Profil konnte dokumentiert werden. Zweiphasig aufgebaut: Über einem Kernhügel aus schwarzer Erde wurde ein weiterer Hügel aus Sand aufgeschüttet. Zerstörter Teil inzwischen rekonstruiert.                                                                                              | 32201992 | BW   |
| 52° 51′ 57″ N, 9° 23′ 25″ O | Stemmen 4, Grabhügel   | Durchmesser ca. 7 m und Höhe ca. 0,5 m. | 32202087 | BW   |
| 52° 52′ 10″ N, 9° 23′ 22″ O | Stemmen 15, Grabhügel  | Durchmesser ca. 12 m und Höhe ca. 1 m. | 32202102 | BW   |
| 52° 52′ 13″ N, 9° 23′ 25″ O | Stemmen 16, Grabhügel  | Durchmesser ca. 15 m und Höhe ca. 1,5 m, rund, gut erhalten. | 32201586 | BW   |
| 52° 52′ 28″ N, 9° 23′ 24″ O | Stemmen 17, Grenzstein | Auf einer Seite ist das Wappen des Bistums Verden (Nagelkreuz), auf der anderen das Wappen des Fürstentums Lüneburg (aufgerichteter Löwe) dargestellt. Eine Inschrift ist nicht vorhanden. Gehört zu einer ganzen Reihe von Grenzsteinen, die 1575 aufgestellt wurden und die Grenze zwischen dem Fürstentum Lüneburg, dem Bistum Verden und der Grafschaft Hoya markierten. Stand ursprünglich an der heutigen Kreisgrenze zu Rotenburg (Wümme). | 37209046 | BW   |

## Weitzmühlen
| Lage                        | Bezeichnung                 | Beschreibung | ID       | Bild |
| --------------------------- | --------------------------- | --- | -------- | ---- |
| 52° 55′ 54″ N, 9° 20′ 16″ O | Weitzmühlen 42, Grabhügel   | Durchmesser ca. 16 m und Höhe ca. 1 m. | 32202986 | BW   |
| 52° 55′ 54″ N, 9° 20′ 19″ O | Weitzmühlen 43, Grabhügel   | Durchmesser ca. 16 m und Höhe ca. 1 m. | 32201238 | BW   |
| 52° 55′ 55″ N, 9° 20′ 24″ O | Weitzmühlen 44, Grabhügel   | Durchmesser ca. 17 m und Höhe ca. 1 m. | 32201249 | BW   |
| 52° 55′ 53″ N, 9° 20′ 31″ O | Weitzmühlen 45, Grabhügel   | Durchmesser ca. 10 m und Höhe ca. 0,6 m. | 32201250 | BW   |
| 52° 55′ 53″ N, 9° 20′ 33″ O | Weitzmühlen 46, Grabhügel   | Durchmesser ca. 11 m und Höhe ca. 0,8 m. | 32201239 | BW   |
| 52° 55′ 51″ N, 9° 20′ 37″ O | Weitzmühlen 47, Grabhügel   | Durchmesser ca. 20 m und Höhe ca. 1 m. | 32201251 | BW   |
| 52° 55′ 51″ N, 9° 20′ 39″ O | Weitzmühlen 48, Grabhügel   | Durchmesser ca. 15 m und Höhe ca. 0,75 m. | 32201362 | BW   |
| 52° 55′ 3″ N, 9° 20′ 45″ O  | Weitzmühlen 50, Grabhügel   | Durchmesser ca. 15 m und Höhe ca. 1,1 m. | 32201363 | BW   |
| 52° 55′ 3″ N, 9° 20′ 52″ O  | Weitzmühlen 58, Grabhügel   | Durchmesser ca. 18 m und Höhe ca. 1 m, noch zu etwa zwei Dritteln erhalten, als Kranz um die abgegrabene Mitte.                                                                                       | 32603055 | BW   |
| 52° 55′ 1″ N, 9° 20′ 52″ O  | Weitzmühlen 59, Grabhügel   | Durchmesser ca. 16 m und Höhe ca. 1 m, bei Ausgrabungen von J. Holste 1929 wurde eine durchlochte Schwellenhalsnadel mit pilzförmigem Kopf gefunden. Fund lässt sich der älteren Bronzezeit zuordnen. | 32603129 | BW   |
| 52° 55′ 9″ N, 9° 21′ 7″ O   | Weitzmühlen 60, Grabhügel   | Durchmesser ca. 13 m und Höhe ca. 0,8 m, mit flacher Mulde auf der Kuppe; Süd-Seite angegraben. | 32201382 | BW   |
| 52° 55′ 52″ N, 9° 20′ 29″ O | Weitzmühlen 66, Grabhügel   | Fläche ca. 16 × 18 m und Höhe ca. 0,8 m, besteht möglicherweise aus zwei Einzelhügeln. | 32201500 | BW   |
| 52° 55′ 5″ N, 9° 18′ 24″ O  | Weitzmühlen 72, Rillenstein | Mit einer ca. 77 cm langen Rille. Höhe 85 cm, Breite 80 cm und Länge 95 cm, geschätztes Gewicht von 1,6 t.                                                                                            | 37121661 | BW   |

### Weitzmühlen 1
- ID:32201237
- Grabhügelfeld.

| Lage                        | Bezeichnung    | Beschreibung | ID       | Bild |
| --------------------------- | -------------- | --- | -------- | ---- |
| 52° 55′ 56″ N, 9° 18′ 9″ O  | Weitzmühlen 1  | Durchmesser ca. 10 m und Höhe ca. 1 m. Lesefunde, 1963 aus dem Aushub einer zentralen Vertiefung gemacht, bestanden aus neuzeitlichen Keramikscherben, sowie solchen der Bronze- und Eisenzeit. Alter kann als bronzezeitlich angenommen werden. | 32202106 | BW   |
| 52° 55′ 55″ N, 9° 18′ 10″ O | Weitzmühlen 2  | Durchmesser ca. 14 m und Höhe ca. 1 m, mit zentraler Vertiefung. | 32202103 | BW   |
| 52° 55′ 55″ N, 9° 18′ 10″ O | Weitzmühlen 3  | Durchmesser ca. 12 m und Höhe ca. 1 m. | 32603718 | BW   |
| 52° 55′ 54″ N, 9° 18′ 11″ O | Weitzmühlen 4  | Durchmesser ca. 15 m und Höhe ca. 1 m, mit zentraler Vertiefung. | 32201964 | BW   |
| 52° 55′ 53″ N, 9° 18′ 10″ O | Weitzmühlen 5  | Durchmesser ca. 18 m und Höhe ca. 1 m. | 32202228 | BW   |
| 52° 55′ 55″ N, 9° 18′ 3″ O  | Weitzmühlen 6  | Durchmesser ca. 13 m und Höhe ca. 1 m. | 32202239 | BW   |
| 52° 55′ 55″ N, 9° 18′ 6″ O  | Weitzmühlen 7  | Durchmesser ca. 20 m und Höhe ca. 2 m. | 32202240 | BW   |
| 52° 55′ 53″ N, 9° 18′ 7″ O  | Weitzmühlen 8  | Durchmesser ca. 13 m und Höhe ca. 1 m. | 32202229 | BW   |
| 52° 55′ 52″ N, 9° 18′ 7″ O  | Weitzmühlen 9  | Durchmesser ca. 15 m und Höhe ca. 0,6 m, von altem Hohlweg durchschnitten. | 32202227 | BW   |
| 52° 55′ 51″ N, 9° 18′ 4″ O  | Weitzmühlen 10 | Durchmesser ca. 20 m und Höhe ca. 1 m, breit. | 32202363 | BW   |
| 52° 55′ 51″ N, 9° 18′ 3″ O  | Weitzmühlen 11 | Durchmesser ca. 20 m und Höhe ca. 1 m. | 32202365 | BW   |

### Weitzmühlen 19
- ID:32201237
- Grabhügelfeld.

| Lage                        | Bezeichnung    | Beschreibung                              | ID       | Bild |
| --------------------------- | -------------- | ----------------------------------------- | -------- | ---- |
| 52° 55′ 49″ N, 9° 19′ 8″ O  | Weitzmühlen 19 | Durchmesser ca. 14 m und Höhe ca. 1 m.    | 32202492 | BW   |
| 52° 55′ 49″ N, 9° 19′ 10″ O | Weitzmühlen 20 | Durchmesser ca. 14 m und Höhe ca. 1 m.    | 32202491 | BW   |
| 52° 55′ 49″ N, 9° 19′ 13″ O | Weitzmühlen 21 | Durchmesser ca. 10 m und Höhe ca. 0,6 m.  | 32202608 | BW   |
| 52° 55′ 48″ N, 9° 19′ 17″ O | Weitzmühlen 22 | Durchmesser ca. 17 m und Höhe ca. 1,5 m.  | 32603746 | BW   |
| 52° 55′ 47″ N, 9° 19′ 18″ O | Weitzmühlen 23 | Durchmesser ca. 8 m und Höhe ca. 0,75 m.  | 32202738 | BW   |
| 52° 55′ 46″ N, 9° 19′ 19″ O | Weitzmühlen 24 | Durchmesser ca. 10 m und Höhe ca. 0,75 m. | 32202610 | BW   |
| 52° 55′ 46″ N, 9° 19′ 20″ O | Weitzmühlen 25 | Durchmesser ca. 10 m und Höhe ca. 0,75 m. | 32202739 | BW   |
| 52° 55′ 47″ N, 9° 19′ 22″ O | Weitzmühlen 26 | Durchmesser ca. 11 m und Höhe ca. 0,5 m.  | 32202740 | BW   |
| 52° 55′ 46″ N, 9° 19′ 21″ O | Weitzmühlen 27 | Durchmesser ca. 19 m und Höhe ca. 2 m.    | 32202858 | BW   |
| 52° 55′ 46″ N, 9° 19′ 15″ O | Weitzmühlen 29 | Durchmesser ca. 11 m und Höhe ca. 0,7 m.  | 32202364 | BW   |
| 52° 55′ 43″ N, 9° 19′ 22″ O | Weitzmühlen 30 | Durchmesser ca. 10 m und Höhe ca. 0,5 m.  | 32202859 | BW   |

### Weitzmühlen 38 (Hügelgräberheide)
- ID:32201237
- Grabhügelfeld.

| Lage                        | Bezeichnung    | Beschreibung                                                                  | ID       | Bild |
| --------------------------- | -------------- | ----------------------------------------------------------------------------- | -------- | ---- |
| 52° 55′ 54″ N, 9° 20′ 9″ O  | Weitzmühlen 38 | Durchmesser ca. 13 m und Höhe ca. 0,8 m.                                      | 32202985 | BW   |
| 52° 55′ 52″ N, 9° 20′ 9″ O  | Weitzmühlen 39 | Durchmesser ca. 13 m und Höhe ca. 0,8 m, bei Aufforstung teilweise zerpflügt. | 32201119 | BW   |
| 52° 55′ 52″ N, 9° 20′ 10″ O | Weitzmühlen 40 | Durchmesser ca. 10 m und Höhe ca. 0,8 m.                                      | 32201121 | BW   |
| 52° 55′ 50″ N, 9° 20′ 9″ O  | Weitzmühlen 41 | Durchmesser ca. 14 m und Höhe ca. 0,8 m, teilweise bei Aufforstung zerpflügt. | 32201131 | BW   |
| 52° 55′ 52″ N, 9° 20′ 10″ O | Weitzmühlen 64 | Durchmesser ca. 7,5 m und Höhe ca. 0,35 m.                                    | 32201132 | BW   |
| 52° 55′ 51″ N, 9° 20′ 10″ O | Weitzmühlen 65 | Durchmesser ca. 8 m und Höhe ca. 0,6 m, teilweise bei Aufforstung überpflügt. | 32201120 | BW   |